# Medizin in der jüdischen Kultur

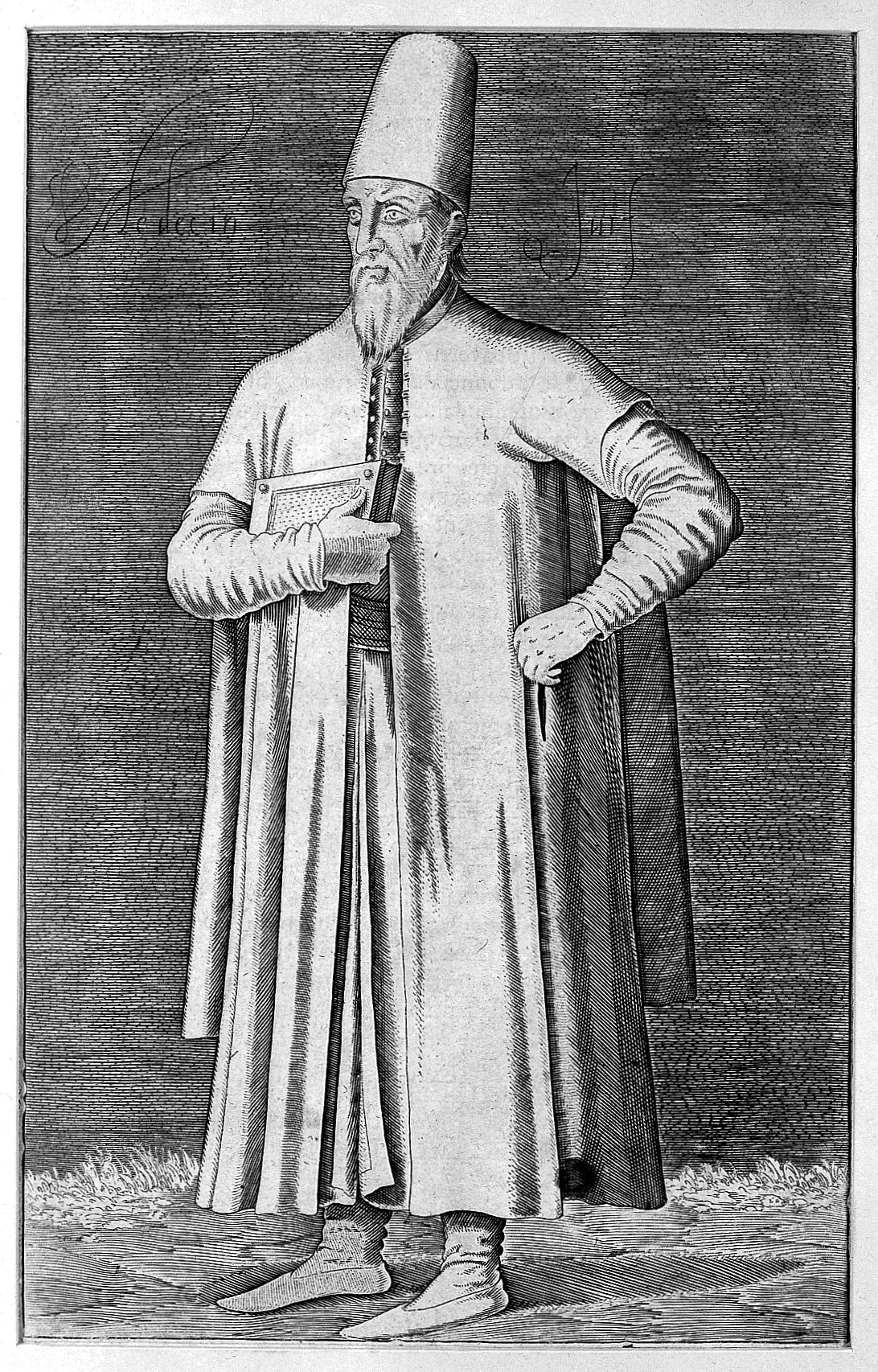
Jüdischer Arzt, um 1568

Die Medizin in der jüdischen Kultur ist seit der Frühen Neuzeit Gegenstand kultur- und medizingeschichtlicher Forschung. Es existiert eine eigenständige Überlieferung heilkundlichen Wissens innerhalb der jüdischen sakralen Literatur, vor allem in der Tora und im Talmud. Jüdische Ärzte, Wissenschaftler und Übersetzer leisteten darüber hinaus einen bedeutenden Beitrag zur Überlieferung medizinischen Wissens des Altertums, besonders der Werke der griechischen und römischen Ärzte in die Medizin in der mittelalterlichen islamischen Welt. In der mittelalterlichen europäischen Medizin spielten jüdische Ärzte ebenfalls eine wichtige Rolle und deren Namen galten – wie auch die ihnen zugeschriebenen Medikamente (beispielsweise das seit dem Ende des 14. Jahrhunderts, etwa in südwestdeutschen Rezeptaren sehr populäre „Judenpflaster“) – als werbewirksame Referenz, vor allem in der spätmittelalterlichen Medizin und Pharmazie.
Im kulturellen Wandel insbesondere des deutschen Judentums infolge der Aufklärung (Haskala) hatte die Ausübung der Wissenschaften, vor allem des Arztberufs, hohe Bedeutung für die Akkulturation der Juden in die christlich-bürgerliche Gesellschaft. Von Rabbinern, von denen einige die Heilkunde beruflich betrieben, wurde ein Teil der Debatten um die Modernisierung des Judentums und seine Integration in die christlich-bürgerliche Gesellschaft auf medizinischem Fachgebiet geführt. Auch in der Moderne setzt sich die medizinische Tradition im Judentum fort: 28 % der Träger des Nobelpreises für Medizin sind Juden oder jüdischer Abstammung. Im Gegensatz zu anderen medizinischen Traditionen des Altertum, findet sich in der alten jüdischen Medizin, abgesehen von präzisen Hygienevorschriften, keine Systematik wie etwa bei den Ägyptern oder Griechen. Die korrekte Definition einer „jüdischen Medizin“ ist auch in der aktuellen Forschung umstritten, da sich spezifisch religiöse und allgemein-gesellschaftliche und politische Aspekte nicht methodisch eindeutig trennen lassen.

## Forschungsgeschichte und aktuelle Schwerpunkte der Forschung
Die ersten systematischen Untersuchungen der jüdischen Medizin bzw. der von etwa 1220 v. Chr. bis 70 n. Chr. datierten altjüdischen Medizin erschienen im frühen 17. Jahrhundert, befassten sich aber mit Ausnahme der Dissertation Benjamin Gintzburgers (1743) meist nur mit dem Alten und Neuen Testament der Bibel. Erst im 19. Jahrhundert wurden auch der Talmud und andere antike hebräische Schriften in die Forschung mit einbezogen. Von besonderer Bedeutung für die Forschungsgeschichte sind die Arbeiten von Julius Preuss zur biblisch-talmudischen Medizin.
In der Vergangenheit konzentrierte sich die Forschung zumeist auf die Beschreibung der Verdienste jüdischer Ärzte um die medizinische Wissenschaft oder auf antijüdische Verhaltensweisen der nichtjüdischen Umwelt. In jüngster Zeit richtet sich das Forschungsinteresse vermehrt auf die Frage, inwieweit der jüdische kulturelle Hintergrund einen Einfluss auf die medizinische Praxis oder wissenschaftliche Arbeit jüdischer Ärzte hatte. Diese Frage kann zwar gelegentlich im Hinblick auf die Biografie einzelner Ärzte beantwortet werden, eine allgemein gültige und methodisch klare Antwort wurde bislang trotz zahlreicher Versuche nicht gefunden, da kaum präzise zwischen spezifisch „jüdischen“ und eher allgemeinen sozialen und politischen Umständen der jeweiligen Zeit unterschieden werden kann.
Ein weiteres aktuelles Thema ist die Erforschung von historischen oder gegenwärtigen Aussagen zum häufigeren oder selteneren Vorkommen  bestimmter Krankheiten bei Menschen jüdischer Herkunft, verbunden hiermit Aussagen zur Selbst- oder Fremdwahrnehmung des Körpers. Dies wurde sowohl von Juden als auch Nichtjuden von der frühen Neuzeit bis in die Gegenwart immer wieder diskutiert. Hierbei wurden einerseits gesellschaftliche oder sozialstatistische Ansätze verfolgt, im Zuge des zunehmenden  Antisemitismus seit Ende des 19. Jahrhunderts auch rassistische Stereotype mit dem Ziel der Ausgrenzung, welche als solche ebenfalls Gegenstand der Forschung sind.
Ein drittes Forschungsgebiet umfasst religiös-rituelle Praktiken in Verbindung mit (monotheistisch-theurgischer bzw. volksmedizinischer) Heilkunde. Hier konzentrierten sich historische Diskussionen ab dem 18. Jahrhundert auf Riten wie die Brit Mila, die Beschneidung der männlichen Säuglinge am achten Tag nach der Geburt, die schnelle Beerdigung der Toten vor Sonnenuntergang, das rituelle Bad (Mikwe) und die Speisevorschriften. Diese innerjüdischen Debatten waren zentral in der Frage der Modernisierung jüdischer Identität (Haskala), insbesondere in der Debatte um das Selbstverständnis als Volk, Nation oder Religion.

## Medizinische Überlieferungen in der Tora und im Talmud
Aus der Frühzeit der altjüdischen Medizin (ab etwa 1220 v. Chr.) sind keine medizinischen Abhandlungen erhalten. Unser Wissen über die Medizin dieser Zeit stammt aus den heiligen Schriften und den Geschichts- oder Gesetzbüchern bzw. Gesetzerläuterungen, welche die Tradition bis etwa 600 n. Chr. fortsetzen. Die Informationen sind spärlich und ihre Bedeutung ist oft unklar. Erst mit der Abfassung des Talmud im 5. Jahrhundert wird die Überlieferung deutlicher.
Im Laufe ihrer langen Geschichte waren die Juden in engen Kontakt mit verschiedensten Völkern gekommen. Die Annahme, dass das medizinische Wissen der Juden sich von den Ägyptern herleite, wurde 1911 durch die Forschungen von Preuss widerlegt. Assyrisch-babylonische (darunter dämonistische) und griechisch-alexandrinische Einflüsse spielten dagegen eine wichtige Rolle; deutlich wird dies an der Verwendung griechischer Begriffe für Krankheiten im von der griechisch-römischen Antike beeinflussten Talmud. Im Gegensatz zur hochspezialisierten ägyptischen Medizin war der jüdische Arzt im Allgemeinen praktischer Arzt und Chirurg in einer Person. Im Buch der Psalmen (Ps 147,3 ) ist Gott der Heiler, „der die heilt, die gebrochenen Herzens sind, und ihre Wunden verbindet“. Das hebräische Wort für Arzt ist רופא „rophe“, abgeleitet von „lindern“, „erträglich machen“. Innerhalb der Ärzteschaft waren „erprobte“ oder „erfahrene“, also möglicherweise „lizenzierte“ Ärzte bekannt, und es wurde gelehrt, dass nur kompetente Ärzte Patienten behandeln dürfen, damit „der Heiler nicht der Mörder wird“. Der biblische Satz in (Exodus 21,19 ), dass eine Verletzung gesühnt und derjenige, der einen anderen verletzt habe, für die vollständige Genesung des Verletzten zu sorgen habe, machte ärztliche Versorgung zur Pflicht. Die Lehren des Talmud betrachteten die Gesundheitsfürsorge und die Heilung von Krankheiten als besonders wichtige Pflicht und gestatten sogar die Verletzung anderer Gebote, beispielsweise der Sabbatruhe, wenn es um das Wohl eines Kranken ging. Neben Ärzten gab es noch Spezialisten für Aderlässe, Hebammen und Beschneider (Mohel). Rabbiner waren keine Ärzte, sie hatten in Bezug auf die Lepra aber eine offizielle Aufsichtsrolle. Das hebräische Wort ẓaraʿat (צָרָ֫עַת) wurde ins Griechische in der Septuaginta als Lepra übersetzt, wobei es jedoch im Hebräischen neben den Hauterscheinungen der „Fleckenlepra“ und den Symptomen des „Knollenausatzes“ (Elephantia) auch verschiedene andere Hauterkrankungen wie die Schuppenflechte bezeichnete. Es wurde vermutet, dass einige der biblischen Propheten (Elisha, Jesaja) medizinische Kenntnisse besaßen, aber keiner von ihnen wurde als Arzt bezeichnet. Es gab auch Regelungen im Fall eines Irrtums oder Kunstfehlers.
Im Alten Testament genoss der Arzt hohes Ansehen. Dies zeigt sich in Jesus Sirach, Kapitel 38:

„Ehre den Arzt mit gebührender Verehrung, daß du ihn habest zur Not; 2 denn der Herr hat ihn geschaffen, und die Arznei kommt von dem Höchsten, und Könige ehren ihn. 3 Die Kunst des Arztes erhöht ihn und macht ihn groß bei Fürsten und Herren. 4 Der Herr läßt die Arznei aus der Erde wachsen, und ein Vernünftiger verachtet sie nicht. 5 Ward doch das bittere Wasser süß durch ein Holz, auf daß man seine Kraft erkennen sollte. (2. Mose 15.25) 6 Und er hat solche Kunst den Menschen gegeben, daß er gepriesen würde in seinen Wunderwerken. 7 Damit heilt er und vertreibt die Schmerzen; und der Apotheker macht Arznei daraus.“

Die Bibel zeigt auch die Existenz unheilbarer Krankheiten auf:

„Der HERR wird dich schlagen mit Drüsen Ägyptens, mit Feigwarzen, mit Grind und Krätze, daß du nicht kannst heil werden.“

Ebenso konnte man sich nicht sicher sein, ob die Behandlungsmethoden wirklich hilfreich waren oder nicht eher schadeten, was im Mischnatraktat Qidduschin wie folgt ausgedrückt wurde:

„Sogar der beste unter den Ärzten kommt in die Hölle.“

### Anatomie
Das anatomische Wissen wurde aus der körperlichen Untersuchung des unversehrten Körpers gewonnen sowie aus dem Studium der Organe von Schlachttieren, ebenso aus der Untersuchung von verletzten Personen. Obduktionen wurden nicht durchgeführt, weil dies als Respektlosigkeit dem Toten gegenüber angesehen wurde. Es gibt aber einen Bericht, nach dem Studenten von Rabbi Jischmael „eine Leiche kochten, um die Knochen zu untersuchen und zu zählen.“
Der Talmud berichtet über den Arzt Schulim Abi Todos, einen Vorläufer eines Rechtsmediziners, auf dessen Expertise sich die talmudischen Weisen stützten. Es begab sich, dass man ein Behältnis mit Knochen in ein Bethaus brachte. Todos untersuchte zusammen mit weiteren Ärzten die Gebeine und stellte fest, dass es menschliche Überreste waren, die allerdings nicht von einer einzigen Leiche sein konnten, sondern von mehreren Toten stammen mussten (Nasir 52a).

### Brit Mila
Die Beschneidung (hebräisch ברית מילה Brit Mila) ist letztlich ein medizinischer Eingriff, nämlich die Entfernung der Vorhaut des männlichen Gliedes (Zirkumzision) nach jüdischem Brauch. Durchgeführt wird sie durch einen Mohel, den Beschneider, der in der Praxis der Brit Mila ausgebildet wurde. Die Beschneidung ist das erste Gebot, das Stammvater Abraham von Gott erhalten hat. Die Brit Mila ist eines der wichtigsten Gebote im Judentum (Gen. 17:10).

### Hygiene
Das 3. Mose 13,1 ff  führt genaue Vorschriften zur Diagnose von Lepra (zaraath) aus und fordert die konsequente vorübergehende oder, bei Bestätigung der Diagnose, dauerhafte Isolation der Kranken sowie die gründliche Reinigung ihrer Häuser. Nach Karl Sudhoff bestand hierin die bedeutendste Leistung der jüdischen Medizin aus medizingeschichtlicher Sicht, da die Vorstellung der Übertragbarkeit von Infektionskrankheiten in der antiken Medizin unbekannt war. Aus den biblischen Regeln im Umgang mit Leprakranken entwickelten sich zunächst in Hafenstädten des Mittelmeers wie Venedig und Marseille infolge der Pestepidemien des 14. Jahrhunderts Regeln zur Kontrolle und Desinfektion einlaufender Schiffe. Als der „Schwarze Tod“ (Pest) wütete und ca. ein Drittel der Bevölkerung hinwegraffte, wurden die Juden beschuldigt, die Brunnen vergiftet zu haben – dies, obwohl sie aus den gleichen Brunnen und Quellen tranken. Die Judenverfolgungen zur Zeit des Schwarzen Todes durch die Verleumdung der Juden als Brunnenvergifter führten zur Ermordung der Juden in den jüdischen Gemeinden Mitteleuropas, so auch 1349 in Würzburg, wo das Ghetto niedergebrannt wurde und in Frankfurt im Pogrom von 1349. An die 300 jüdische Gemeinden wurden damals in Deutschland vollständig vernichtet.
Aus dem „Sittenbuch“ aus dem 15. Jahrhundert zitiert Leopold Zunz:

„Eine empfehlenswerte Eigenschaft ist die Reinlichkeit. Kleider, Bett, Tisch und Tischgeräte, insbesondere Nahrungsmittel, überhaupt alles, was wir unter den Händen haben, sei rein; der Körper vornehmlich, der in Gottes Ebenbilde geschaffen ist, darf nie schmutzig sein.“

Im Sefer Chassidim, dem Rabbi Juda ben Samuel aus Regensburg zugeschriebenen halachischen Text aus dem zwölften Jahrhundert, und den zugehörigen Kommentaren heißt es, dass „einer, der eine ansteckende Krankheit hat, seine Mitmenschen darüber informieren muss“ (Makor Chessed, Sefer Chassidim, 673,4). In die heutige Zeit übertragen ist, wenn man die Halacha als ethische Orientierungshilfe sieht, beispielsweise die Verwendung einer Corona-Warn-App bei der COVID-19-Pandemie ethisch geboten – auch oder gerade, weil sie weniger dem Eigenschutz dient, sondern ein Instrument zum Schutz anderer ist (Pikuach Nefesch).

#### Reinheitsgebote

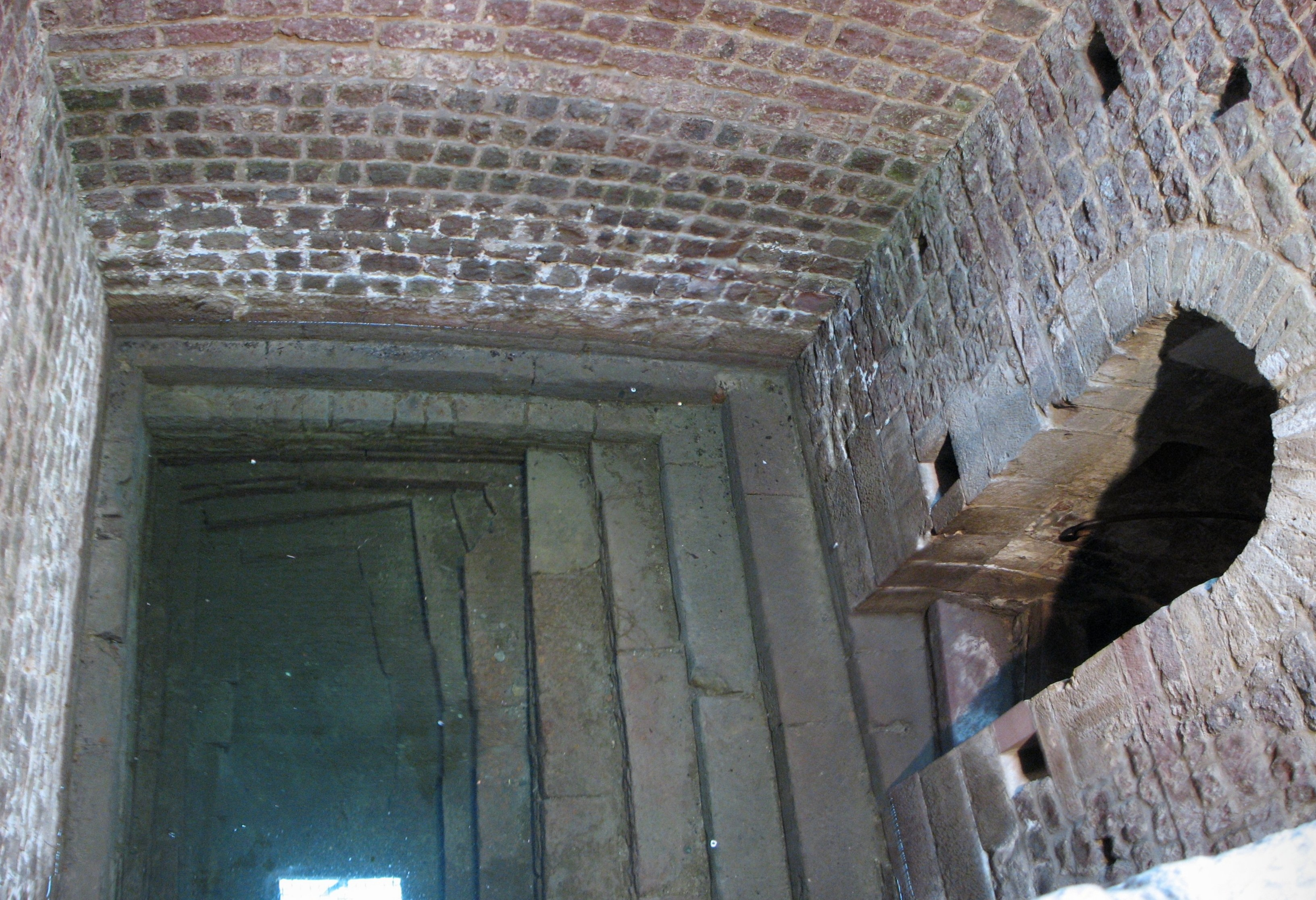
Becken der um 1128 erbauten Mikwe in Speyer

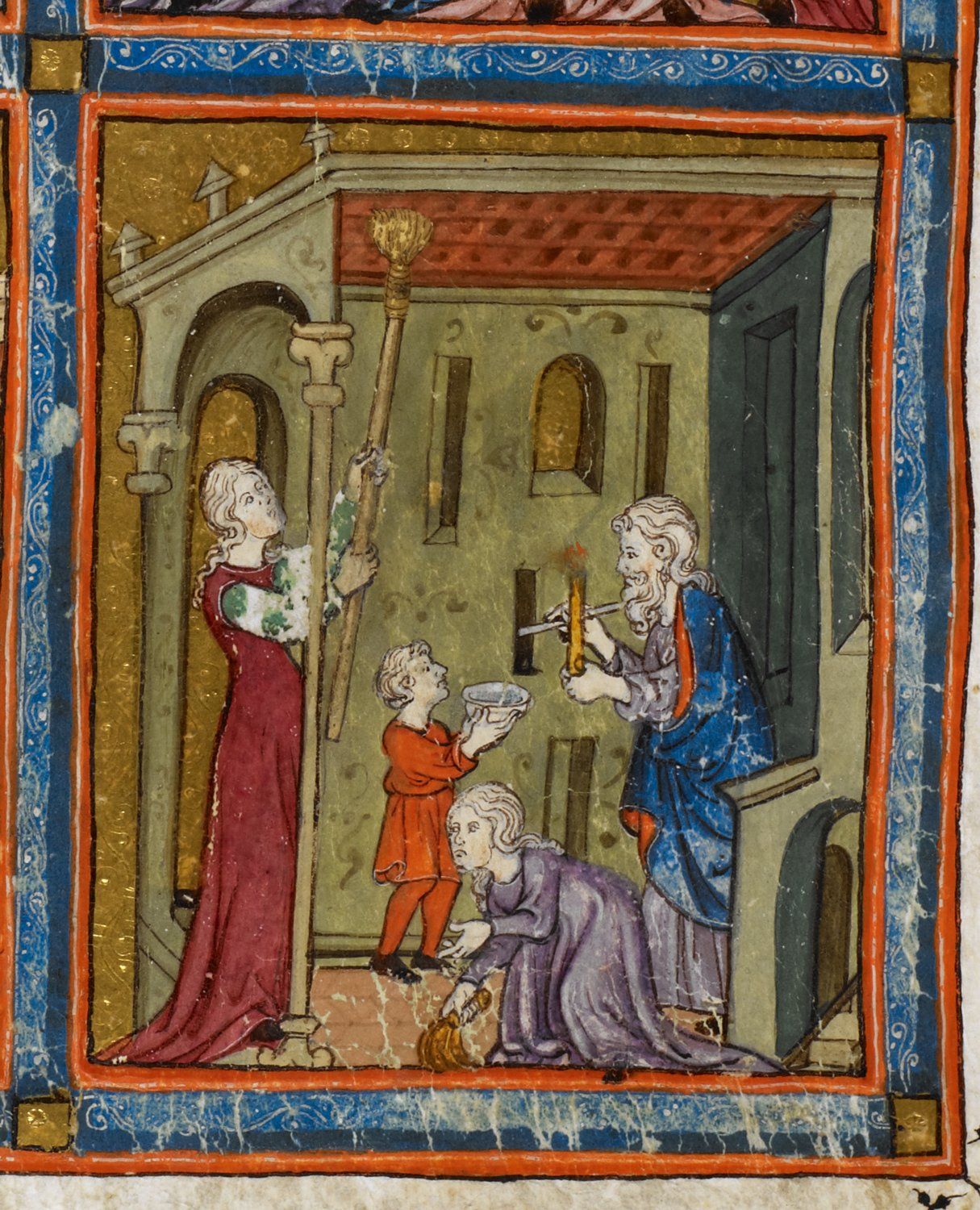
Reinigung des Hauses für Pessach; Goldene Haggada, (um 1320)

Die Reinheitsgebote aus dem 3. Buch Mose enthalten die Pflicht zur Waschung der Hände Netilat Jadajim (נטילת ידיים) beispielsweise vor den Mahlzeiten, nachdem man auf der Toilette war, sich bis zu vier Ellen einer Leiche genähert hat, nach dem Aufstehen, nach dem Haare- oder Nägelschneiden, nach Berühren seines Schuhwerks und vielem mehr. Vor dem rituellen Reinigungsbad (hebräisch טבילה Tevila) in der Mikwe (מִקְוֶה) muss der gesamte Körper gewaschen werden, denn Schmutz würde verhindern, dass das Wasser des nachfolgenden rituellen Reinigungsbads ausnahmslos an alle Körperstellen gelangen kann, wenn welche mit Schmutz bedeckt sind. Die Reinheitsgebote wurden als göttliche Gebote strengstens eingehalten. Sie lieferten detaillierte Vorschriften im Umgang mit Krankheiten und zu deren Vorbeugung. Die Isolierung ansteckender Kranker und die Desinfektion der von ihnen berührten Gegenstände verringerten beispielsweise die Ausbreitung von Seuchen. Hospitäler zur Isolation Kranker entstanden. Das Deuteronomium verpflichtet jeden, seinen Dreck wieder zu beseitigen. Die Präsenz Gottes vertrage sich nicht mit Dreck und Gestank. Insgesamt handelte es sich nicht um Hygienevorschriften, sondern es sollte eine kultische Reinheit hergestellt werden, die jedoch letztlich für eine damals außerhalb des Judentums unübliche Hygiene und Sauberkeit sorgte. Dem alten Judentum galt Krankheit als seelische und körperliche Läuterung.

#### Speisegesetze
Die jüdischen Speisegesetze (hebräisch כַּשְרוּת Kaschrut, 3. Buch Mose (Kap. 11)) unterscheiden zwischen erlaubten und nicht erlaubten Tieren, enthalten das strikte Verbot des Blutgenusses, schreiben die zeitliche Trennung des Genusses von „fleischigen“ (hebräisch: בשרי basari) und „milchigen“ (hebräisch: חלבי chalawi) Speisen vor („Du sollst ein Zicklein nicht in der Milch seiner Mutter kochen.“, Deut. 14, 21b) und enthalten zahlreiche detaillierte Einschränkungen. Die Forschung hat inzwischen ermittelt, dass bei der kanaanaischen Urbevölkerung Palästinas der Ritus bestand, das Zicklein in der Milch seiner Mutter zu kochen. Der hebräische Kult hat daher das genaue Gegenteil vorgeschrieben, um damit eine
völlige Abgrenzung von der Urreligion des Landes zu gewährleisten.
Orthodoxe Haushalte haben eine Küche mit getrenntem Waschbecken und Herd, um milchige und fleischige Speisen getrennt zubereiten zu können. Da man Fleisch- und Milchprodukte auch nicht zusammen essen darf, gibt es auch unterschiedliches Geschirr für Fleisch und Milchspeisen. Streng gläubige Juden, die Träger von Totalprothesen als Zahnersatz sind, lassen sich deshalb manchmal zwei Prothesenpaare anfertigen, um für jede der beiden Speisearten jeweils eine eigene Prothese verwenden zu können. Überwiegend wird jedoch von rabbinischen Autoritäten die Meinung vertreten, dies sei nicht notwendig. Großtiere dürfen gegessen werden, wenn sie gespaltene Hufe haben und zu den Wiederkäuern gehören (Deut. 14,3-21a). Beispielsweise sind nur Fische erlaubt, die durch Flossen und Schuppen befähigt sind, sich leichter im Wasser zu bewegen, während das Fleisch der Knorpelfische rasch in Fäulnis übergeht. Erlaubt sind Vögel mit diversen Ausnahmen wie etwa Geiern, Bussarden, Eulen, Reihern und anderen mehr. Das Verbot von Muscheln, Kriechtieren, Krebsen, Austern, von Aas und dergleichen verringerte das Infektionsrisiko (z. B. Hepatitis). In den zahlreichen Lymphdrüsen des (verbotenen) Bauchfettes – begünstigt durch die Nähe des Darmes – häufen sich Krankheitserreger am leichtesten an; man denke auch an Trichinen im Schweinefleisch. Die Begründung, dass etwa Schweinefleisch in heißem Klima nicht haltbar sei, war nicht der Grund. Eher gilt, dass das Schwein in vielen Kulturen das bevorzugte Opfertier war. Da alles Schlachten in der Antike in den religiösen Bereich des Opferns gehörte, zog ein solches Verbot eine deutliche Trennlinie zu heidnischen Kulten. Auch die Speisegesetze waren aus der Tora abgeleitete religiöse Vorschriften und nicht etwa Maßnahmen zur Krankheitsprävention, obwohl sie eine entsprechende Wirkung hatten. Die Speisegesetze werden also in einen sakralen Bereich gehoben und mit einer spirituellen Dimension versehen. Sie haben somit nicht die Heilung des Körpers, sondern die der Seele zum Ziel. In biblischen Zeiten waren Bakterien, Viren und andere Schadstoffe unbekannt. Erst in der Neuzeit wurde der gesundheitliche „Nebeneffekt“ der religiösen Vorschriften erkannt.

#### Wohnungsreinigung
Zur Vorbereitung des Sabbat wird die Reinigung der Wohnung vorgenommen. Zur Reinlichkeit der jüdischen Wohnung trägt am meisten das Pessachfest bei. Die Reinigungsprozeduren, die die Frau vor Pessach an ihrer Wohnung mit deren ganzem Zubehör vornimmt, wird mit den Prozeduren bei einer Wohnungsdesinfektion verglichen, wie sie die moderne Hygiene nach einer ansteckenden Krankheit vorschreibt. Dabei ist die Zielsetzung, in der Wohnung Chametz (gesäuertes Brot) restlos bis zum letzten Krümel zu beseitigen, dessen Genuss, ja sogar dessen Besitz während des Pessachfestes als verboten gilt. Dies gelingt jedoch nur durch eine perfekte Reinigungsprozedur, die allein für die Küche eine ganze Woche dauern kann. Diese ist auch noch mit einer Qualitätssicherung versehen: Der Mann hat das Ergebnis zu kontrollieren. Hierzu versteckt er zuvor in einem besonders schwierig zu entdeckenden Versteck ein winziges Stückchen Brot und prüft, ob dieses nach den Reinigungsbemühungen der Frau tatsächlich gefunden und beseitigt worden ist. Dies geschieht rituell im Licht einer Kerze, wobei jeder Winkel der Wohnung nach verbliebenem Chametz durchsucht wird.

### Krankheiten
Zahlreiche Krankheiten werden in der Bibel erwähnt, darunter shaḥefet – Tuberkulose (Lev. 26:16); ʿafolim – Leishmaniose (Deut. 28:27); yerakon – Ikterus (Deut. 28:22); sheḥin pore'aḥ aʾvʿabuʾot – Pemphigus (Ex. 9:9); zav – Leukorrhoe (Lev. 15); derer – Pest (Deut. 28:21); shivron motnayim – Lumbago (Ezek. 21:11); nofel ve-galui ʿenayim – Epilepsie (Num. 24:4); rekav ʿaẓamot – Osteomyelitis (Prov. 14:30). Hinzu kommen Augen-  und Haut- und weitere Infektionskrankheiten.

### Therapien
Wie die meisten umfangreicheren Textsammlungen enthält auch das Alte Testament medizinische Aspekte. „Gott bringt aus der Erde Heilmittel hervor, der Einsichtige verschmähe sie nicht“ (Sir 38,4). So werden darin etwa mehrere Heilpflanzen aufgeführt.
Im 2. Buch der Könige (etwa 700 v. Chr.) heißt es:

„Als Elischa in das Haus kam, lag das Kind tot auf seinem Bett. Er ging in das Gemach, schloss die Tür hinter sich und dem Kind und betete zum Herrn. Dann trat er an das Bett und warf sich über das Kind; er legte seinen Mund auf dessen Mund, seine Augen auf dessen Augen, seine Hände auf dessen Hände. Als er sich so über das Kind hinstreckte, kam Wärme in dessen Leib. Da schnaubte der Knabe siebenmal; darnach tat der Knabe die Augen auf.“

Nach den üblichen Vorstellungen der antiken Heilkunde konnte ein Überfluss an Blut oder eine Verschmutzung des Blutes die Ursache verschiedener Krankheiten sein. Durch die Entwicklung der griechischen Vier-Säfte-Lehre durch Galen wurde der Aderlass Bestandteil des Therapiespektrums. Es wurde aber auch  ausdrücklich vor den damit verbundenen Gefahren gewarnt. Man solle, nachdem man zur Ader gelassen wurde, keinen körperlichen Aktivitäten nachgehen, jedoch eine Mahlzeit einnehmen oder sich bei Bedarf wärmen (Schabbat 129a). Auch führe man den Aderlass höchstens alle 30 Tage durch (Schabbat 129b). Maimonides schränkte den Aderlass auf höchstens zweimal pro Jahr ein, wobei Menschen über 50 Jahre überhaupt niemals zur Ader gelassen werden sollten. (Hilchot Deot 4,18; (hebräisch הִלְכּוֹת דְּעוֹת))
Ein talmudischer Gelehrter, der auch als Arzt wirkte, war zum Beispiel Schmu’el. Seitdem ist ein sehr früher Vorläufer der heute hochmodernen Koloskopie-Kapsel bekannt, wenn auch offenbar nicht für jedermann verfügbar, nämlich das Turemita-Ei (hebräisch ביצה טורמיטא). Dabei handelte es sich um ein Ei, das in einem höchst komplizierten Kochverfahren so weit größenreduziert wurde, dass man es im Ganzen schlucken konnte. Man müsse es hierzu tausendmal in heißes Wasser und tausendmal in kaltes Wasser tauchen. Schmu’el bewertete die Herstellung, wonach ein Sklave, der ein Turemita-Ei herstellen könne, 1000 Dinar wert sei. Außerdem war das Ei  so fest, dass es der Körper unverdaut wieder ausschied. Anschließend könne man das Ei daraufhin untersuchen, welche Spuren es auf seiner Wanderung durch den Magen-Darm-Trakt aufgenommen hatte. Dadurch erhielte der Arzt wertvolle Hinweise für die weitere Behandlung seines Patienten (Talmud – Gemara: Nedarim 50b).

### Zahnmedizin
Zahnschmerzen und Zahnfleischprobleme beschreibt der Talmud an unterschiedlichen Stellen, nicht nur auf den Menschen beschränkt, sondern auch bei Tieren. In Nidda 65a wird dargelegt, dass durch das Fehlen von Zähnen die Nahrungsaufnahme erschwert wird. Um dem entgegenzuwirken und auch um aus kosmetischen Gründen unschöne Zahnlücken zu schließen, bediente man sich bereits in talmudischer Zeit eines Zahnersatzes, hebräisch שן תותבת Schen totevet genannt, (wörtlich: „herausnehmbarer Zahn“) (Nedarim 66b). Neben Zähnen aus Gold waren auch welche aus Silber im Gebrauch, wobei letztere als weniger kleidsam galten, wohingegen ein Goldzahn als ein Schmuckstück betrachtet wurde (Schabbat 65a). Unbegüterte verwendeten Holzstückchen.

### Einstellung zu Behinderten
Im Altertum wurden Gehörlose als hilflose Idioten angesehen, die von den Göttern für die Sünden ihrer Eltern bestraft worden sind. Das Taygetos-Gebirge hat als Todesstätte für schwache Kinder aus Sparta gedient. Die Väter von Kindern, die mit Mängeln geboren wurden, waren verpflichtet, diese in eine Felsspalte des Bergmassivs in der Nähe des heutigen Sparta zu stürzen. In Rom wurden sie im Tiber ertränkt, was sich bis in die Zeit des Kirchenvaters Augustinus von Hippo (354–430) hinzog. Davon wich der Talmud gravierend ab. Bereits Moses soll gesagt haben: „Fluche nicht vor einem Taubstummen und lege vor einen Blinden kein Hindernis und fürchte dich vor deinem Gott.“ (Lev. 19, 14) Ebenso führt Salomo der Weise (10. Jahrhundert v. Chr.) aus: „Tue auf deinen Mund für die Stummen und für die Sache aller, die verlassen sind“ (Sprüche Salomon 31:8). Hinzu kommt aus den Sprüchen der Väter (1:2): „Die Welt ruht auf drei Säulen: der Tora (hebräisch תּוֹרָה), der Avodah (hebräisch עבודה ‚Arbeit‘, ‚Gebet‘, ‚Opferdienst‘) und der Zedaka (hebräisch צְדָקָה ‚der Verpflichtung zur Wohltätigkeit‘)“. Eine humane Gesinnung zieht sich durch die gesamte Historie.

## Jüdische Ärzte

### Jüdische Ärzte der Antike
Das erste bekannte medizinische Werk in hebräischer Sprache ist das Sefer Refuot (hebräisch ספר רפואות), Das Buch der Heilmittel, oder Sefer Asaph (hebräisch ספר אסף), Das Buch Asaph, zugeschrieben Asaph ben Berechiahu und Johanan ben Zabda, die beide wohl im 5. Jahrhundert n. Chr. im Mittleren Osten lebten. Das Buch stellt Auszüge aus klassischen hebräischen Texten zusammen, versehen mit Kommentaren und Auszügen heidnischer Autoren. Es enthält auch den „Eid des Assaf“, einen ärztlichen Verhaltenskodex ähnlich dem Eid des Hippokrates.
Jüdische Ärzte hatten einen ausgezeichneten Ruf und praktizierten in der damals bekannten zivilisierten Welt. Ein berühmter in Alexandria gebildeter Arzt und Anatom, Theudas aus Laodikeia am Lykos, wird in Bekhorot (4: 4) erwähnt. Aulus Cornelius Celsus schreibt im ersten Jahrhundert über Salben von erfahrenen jüdischen Ärzten. Galen von Pergamon berichtet aus den ersten beiden Jahrhunderten über den jüdischen Arzt Rufus Samaritanus in Rom. Ähnlich positiv äußerten sich Marcellus Empiricus, Aëtios von Amida und Paulos von Aigina. Plinius erwähnt einen babylonischen Arzt Sacharja, der sein medizinisches Buch König Mithridates gewidmet hat. Der Kaiser Antoninus Pius (86–161) hat Rabbi Juda ha-Nasi aufgefordert, seine Haussklaven medizinisch zu versorgen. Der Leibarzt von Basilius dem Großen (300) war Ephraim. Der Bischof Gelasius bezieht sich auf seinen jüdischen Arzt Telesinus und bezeichnet ihn als einen „vertrauenswürdigen Freund“. Das Studium der Medizin war Bestandteil des Lehrplans der talmudischen Schulen und viele Talmudgelehrte waren auch Ärzte. Unter ihnen waren Rabbi Ishmael, Rabbi Hanina Ben Dosa, Rabbi Hananiah Ben Hama, Joseph ha-Rofe von Gamla, Tobia ha-Rofe von Modiin und Minjoni (Benjamin). Der vornehmste von ihnen war Samuel Ben Abba ha-Kohen, auch Mar Samuel Yarḥina’ah (165-257) genannt, auf den viele Heilmittel und anatomische Kenntnisse zurückgehen. Er war der Leibarzt des persischen Königs Schapur I. (240–272). Darüber hinaus erwähnt der Talmud Askan bi-Devarim, der sich mit dem Studium der menschlichen und tierischen Anatomie und Physiologie beschäftigte.

### Jüdische Ärzte in der mittelalterlichen islamischen Gesellschaft
Als Dhimmi genossen Juden (und Christen) im Islam einen besonderen Rechtsstatus, der es ihnen erlaubte, sich in die nach der Islamischen Expansion neu entstehende islamische Gesellschaft zu integrieren. Jüdische Ärzte, ausgebildet in der hellenistischen Schule von Alexandria oder in der persischen Akademie von Gundischapur, spielten eine wichtige Rolle als Vermittler medizinischen Wissens. Eines der ersten Bücher, die aus dem griechischen Original zunächst ins Syrische und dann zur Zeit des vierten Umayyadenkalifen Marwan I. von dem jüdischen Gelehrten Māsarĝawai al-Basrĩ ins Arabische übersetzt wurden, war das medizinische Kompendium Kunnāš des Aaron von Alexandria aus dem 6. Jahrhundert. Der Abbasidenkalife al-Mansūr gründete 825 in Bagdad das Haus der Weisheit, dem eine Akademie und ein Krankenhaus angeschlossen waren. Der Historiker Ibn al-Qifti überlieferte, dass zur Zeit des Aufbaus des Hauses 37 Christen, 8 Sabäer und 9 Juden dort tätig waren.
Im Vergleich zur akademischen Ärzteausbildung an christlich orientierten mitteleuropäischen Universitäten beruhte die Ausbildung der jüdischen Ärzte im Mittelalter vorwiegend auf praktischen Belangen der Heilkunst, ergänzt durch das Studium hebräischer und daneben auch arabischer Fachliteratur.
Das erste in hebräischer Sprache gedruckte wissenschaftliche Werk war um 1492 der auch im 13. Jahrhundert bereits aus dem Arabischen ins Hebräische übersetzte Kanon der Medizin von Avicenna.

### Chasdai ibn Schaprut
Chasdai ibn Schaprut (hebräisch חסדאי אבן שפרוט, arabisch حسداي بن شبروط; um 915 – um 970) war Leibarzt des Kalifen Abd ar-Rahman III. in Al-Andalus. Gegen Ende der 940er Jahre war er Mitglied einer Übersetzergruppe, die das pharmazeutisch-pharmakologische Werk von Dioskorides aus dem Griechischen ins Arabische übersetzte. Abd ar-Rahman betraute Chasdai darüber hinaus mit Verwaltungsämtern und diplomatischen Missionen. Als sich Abt Johannes von Gorze 953 als Emissär von König Otto I. in Córdoba aufhielt, leitete Chasdai die Verhandlungen. Johann schrieb später, er habe „niemals einen Mann von so feinem Geist gesehen wie den Juden Hasdeu“. 956 wurde er zusammen mit einem muslimischen Abgesandten an den Hof des Königs von León geschickt, um mit ihm Friedensverhandlungen zu führen. Höhepunkt seiner diplomatischen Aktivitäten war seine Mission an den Königshof von Navarra. Dort heilte er Sancho I. (935–966), den König von León. Chasdai gelang es, den christlichen König von einem Friedensvertrag mit dem Kalifen zu überzeugen, was als wichtiger diplomatischer Erfolg angesehen wurde. Chasdai übernahm auch leitende Funktionen innerhalb der jüdischen Bevölkerung in Spanien. Er ernannte den Flüchtling Moses ben Chanoch zum Rabbiner von Córdoba. Unter dessen Leitung löste sich das spanische Judentum von der Führung durch die babylonischen Geonim.

### Isaak ben Salomon Israeli (Isaak Judäus)

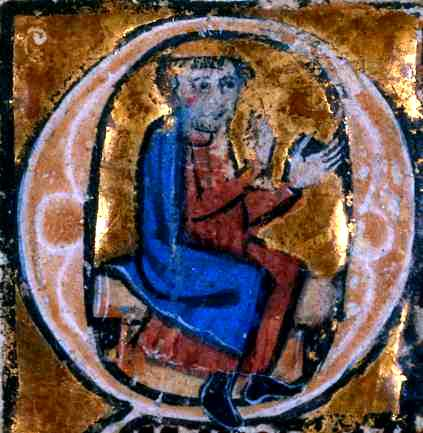
Initiale aus einer lateinischen Handschrift des Buchs der Fieber (13. Jh.)

Ein berühmter jüdischer Arzt war Isaak ben Salomon Israeli (840/50 – um 932), der in Ägypten lebte und Arabisch schrieb. Sein Buch über den Geist und die Seele behandelt neben philosophischen auch medizinische Fragen. Zwischen Philosophie und Medizin steht ebenfalls eine Isaak zugeschriebene Schrift über die ärztliche Ethik (Führung der Ärzte), die in hebräischer Übersetzung überliefert ist (Musar ha-Rofe’im). Ausgehend vom Corpus Hippocraticum gilt Isaacs Autorschaft jedoch als zweifelhaft, seit sie 1919 von Jakob Guttmann bestritten wurde.
Das Buch der Fieber (Kitāb al-ḥummayāt) gilt als Isaaks bedeutendstes medizinisches Werk. Es ist die älteste arabische Abhandlung über dieses Thema. Behandelt wird zunächst die allgemeine Fieberlehre; es folgen das „Eintagsfieber“, das „hektische“ Fieber (febris hectica, Zehrfieber, insbesondere bei Schwindsucht bzw. Tuberkulose), die akuten Fieber mit ihren Begleiterscheinungen (darunter „Wahnsinn“) und die Faulfieber, zu denen Isaak auch die Pesterkrankungen zählt. Die Darstellung fußt auf der antiken Fieberlehre, doch bringt Isaak auch zahlreiche Hinweise ein, die aus seiner persönlichen Erfahrung stammen.
Weitere einflussreiche Arbeiten Isaaks sind sein Harntraktat (Buch über den Harn; arabisch Kitāb al-baul, lateinisch Liber de urinis) und das Buch über die Diätetik (Kitāb al-aġḏiya). Das Harnbuch bietet eine Anleitung zur Harndiagnose; erörtert werden das Wesen des Urins sowie seine unterschiedlichen Farben, Substanzen und Bodensätze und deren diagnostische Deutung. Das Buch über die Diätetik ist in einen theoretischen und einen speziellen Teil gegliedert, in dem eine Reihe von Lebensmitteln behandelt werden. Wegen dieser Gliederung lautet der Titel der lateinischen Übersetzung Liber diaetarum universalium et particularium (Buch über die allgemeinen und besonderen Diäten). Von einigen weiteren Werken sind  nur die Titel überliefert, hierzu zählen eine Einführung in die Kunst der Medizin und ein Buch über den Puls.
Isaaks Werk fand auch in vielfältiger Weise ab etwa 1250 Eingang in die deutschsprachige Medizinliteratur des Mittelalters.

### Moses Maimonides

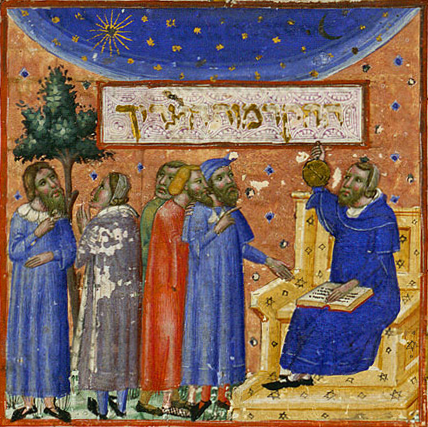
Maimonides als Lehrer

Moses Maimonides (auch Moses ben Maimon) erhielt seine medizinische Ausbildung in Fès. In seinem Traktat über Asthma beschreibt er Gespräche mit dem jüdischen Arzt Abu Yusuf ibn Mu’allim und mit Muhammad, Sohn des Gelehrten Avenzoar, welcher Averroes in Medizin unterrichtete. Maimonides war mit arabischen Übersetzungen der klassischen Schriften der griechischen Medizin vertraut und besorgte selbst Zusammenfassungen von einigen Schriften arabischer Ärzte.
Dass Maimonides als Arzt in muslimischen Kreisen hohes Ansehen genoss, geht unter anderem aus Schriften der Gelehrten Ibn Abī Usaibiʿa (1203–1270) und Abd al-Latif al-Baghdadi hervor, welcher Maimonides 1201 in Kairo besuchte.
Maimonides unterschied drei Bereiche der Medizin: die Krankheiten vorbeugende Präventivmedizin, die eigentliche Heilkunde und die Pflege der Genesenden, Alten und Behinderten. Seine Lehre beruht auf der antiken Humoralpathologie, wie sie von Hippokrates und Galenos vertreten wurde. Er betont den rationalen Charakter der Medizin und wendet sich ausdrücklich gegen den Gebrauch von Beschwörungen und Amuletten bei der Behandlung von Kranken. In seinem Traktat über Asthma betont Maimonides, dass der Arzt mit Hilfe seiner erlernten Kunst, Logik und Intuition eine umfassende Sicht des Patienten gewinnen müsse, um eine Diagnose stellen zu können.
Maimonides verfasste zehn medizinische Abhandlungen in arabischer Sprache:
1. Sharh fusul Abuqrat, ein Kommentar zum Corpus Hippocraticum.
2. Muchtasarat li-kutub Galinus, eine Sammlung von Auszügen aus den Schriften Galens.
3. Kitab fusul Musa, eine Zusammenstellung von circa 1500 Aphorismen, meist Auszüge aus Galen, doch auch mit eigenen Gedanken.
4. Fi tadbir as-sihha, ein Regimen sanitatis, geschrieben für den Emir von Damaskus Ali al-Malik al-Afdal Nur.
5. Maqala fi bayan al-a‘rad wa-l- jawab ‘anha, ein Schreiben an den Emir al-Afdal, in dem sich Maimonides den Beschwerden seines Herren widmet und Möglichkeiten der Heilung aufzeigt.
6. Maqala fi r-rabw, über Asthma.
7. Maqala fi l-bawasir, über Hämorrhoiden.
8. Kitab fi l-jima‘, über den Geschlechtsverkehr.
9. Kitab as-sumum, über Gifte und ihre Gegenmittel.
10. Sharh asma’ al-‘uqqar, eine Liste, in der die Namen von circa 2000 Heilmitteln nach ihren arabischen, griechischen, persischen, spanischen und berberischen Bezeichnungen geordnet sind, ohne dass eine genauere Beschreibung erfolgt.

Einige der Schriften des Maimonides, darunter das philosophische Hauptwerk Führer der Unschlüssigen, wurden von Samuel ibn Tibbon aus dem Arabischen ins Hebräische übersetzt.

### Jüdische Ärzte in der mittelalterlichen Gesellschaft Europas

#### Schabbtai Donnolo
Der erste große Arzt nach Asaph, der medizinische Abhandlungen in hebräischer Sprache schrieb, war der italienische Arzt Schabbtai Donnolo (913 – nach 982). Zu seiner Zeit existierten schon die medizinischen Schulen von Palermo, Tarent und Bari. Er verfasste eine Abhandlung „Über die Drogen“ (Sefer ha-Jaqar), auch „Kostbares Buch“ genannt. Seine Vorbilder waren Asaph und Dioskorides.

#### Jüdische Stadt- und Leibärzte
Im 9. Jahrhundert war der Jude Zedekias Leibarzt von Karl II. (genannt der Kahle). Aufgrund seines umfangreichen Wissens wurde Zedekias auch als Magier oder Zauberer beargwöhnt.
Als Leibärzte der römisch-katholischen Geistlichkeit sind für das 12. bis 15. Jahrhundert Josua (angestellt von Erzbischof Bruno von Bretten) in Trier, Meister Simon (der ebenfalls in Trier arbeitende Leibarzt von Boemund II.) und um 1407 Seligmann („Selkman“) aus Mergentheim (der den Würzburger Bischof Johann I. von Egloffstein ärztlich betreute) zu nennen. Ebenfalls als Leibarzt, und zwar von Herzog Stephan in Bayern, ist der Wundarzt und Geldverleiher Jakob von Landshut um 1368 nachweisbar, der im Gegensatz zu anderen Leibärzten seiner Zeit noch stark von magisch-mantischen Vorstellungen geleitet war. Ansonsten zeigen etwa die medizinischen Texte der an Bodensee und Oberrhein tätigen jüdischen Ärzte auf pharmazeutischen Gebiet seit dem 14. Jahrhundert deutlich (salernitanische) schulmedizinische Inhalte
Es gab auch „Judenärzte“ und jüdische Heilkundige, die im Grenzbereich zwischen Schul- und Volksmedizin arbeiteten, so zum Beispiel der im 15. Jahrhundert im Hochstift Würzburg als Wundarzt tätige Laienarzt Meyer Judaeus. Er behandelte Schmerzen und Schwellungen vor allem mit Hilfe feuchter Kompressen.
Die Ausübung einer Tätigkeit sowohl als Leibarzt als auch als Wundarzt war im 14. Jahrhundert nur selten anzutreffen. Doch auch bei dem auch als Medizinschriftsteller und Übersetzer nachweisbaren Rabbiner-Arzt Hesse („Hirsch“), dem sogenannten „Juden von Salms“ (* um 1360, wahrscheinlich in einer Grafschaft Salm), welcher für Graf Johann von Sponheim tätig war, zeigte sich diese Verbindung von internistischen und chirurgischen Kenntnissen und deren Anwendung.
Als von der Stadt besoldete Stadtärzte (Physici), die oft in hohem Ansehen standen und während ihrer Amtszeit von einer allgemeinen „Judensteuer“ befreit waren, sind mehrere jüdische Ärzte, zum Beispiel für Frankfurt am Main, nachweisbar: Ab 1373 übte Jakob von Straßburg dieses Amt aus; es folgten 1378 Isaac Friedrich und 1394 Salomon Pletsch. Ein vor allem als Augenarzt tätiger Isaac war von 1398 bis 1410 als Stadtarzt dort angestellt.
Im 16. Jahrhundert wirkte in Kreuznach Meyer Levi als Arzneimittelhändler und dessen Sohn Isaak Levi (Ysack Leuj), vermutlich ein praktizierender Arzt, verfasste bzw. kompilierte medizinische Schriften, die von dem Pfalzgraf Ludwig V. publiziert wurden. In seinem „Buch“ überliefert der Kreuznacher Jude unter anderem Inhalte des Macer floridus, des schlesischen Bartholomäus, des Nicolaus Salernitanus, des Rasis sowie die Zeichen des Todes eines vermutlich aus der Eifel stammenden jüdischen Arztes namens Marquart von Stadtkyll.
Kaiser Karl V. verordnete 1530, dass sich alle Juden mit einem gelben Ring an der Kleidung kenntlich machen müssten. Die Umsetzung dieses Gesetzes erfolgte regional in unterschiedlicher Weise. Der Marburger Arzt Georg Marius forderte 1570, dass dies auch in den großen Reichsstädten und für jüdische Ärzte zu gelten habe. Dem schloss sich als Fürsprecher der Frankfurter Stadtärzte auch der Arzt und Humanist Johann Crato von Krafftheim an.

#### Schule von Salerno
Der Legende nach wurde die Schule von Salerno von vier Personen gegründet: Elisäus (auch: Helinus) dem Juden, Pontos dem Griechen, Salernus dem Latiner und Abdel dem Araber. Benjamin von Tudela berichtet in seinem Reisebuch, dass er 1260 Salerno aufgesucht habe. Dort hätten nur 600 Juden gelebt; von der Anwesenheit eines Arztes berichtet er nichts.
Jedoch soll im 13. Jahrhundert eine Jüdin Rebekka in Salerno promoviert worden sein, die – als eine der ersten Ärztinnen überhaupt – eine Lehrtätigkeit ausgeübt und unter anderem Abhandlungen über Fieber und die Harnschau verfasst haben soll.

#### Schule von Montpellier
Schon im 10. Jahrhundert fand in Montpellier ein intensiver Austausch vor allem medizinischen Wissens statt. Im Jahr 1180 erlaubte Wilhelm VIII. von Montpellier, dass dort Medizin praktiziert und unterrichtet wurde. Kardinal Konrad, ein Legat Papst Honorius III., gründete in Montpellier im Jahr 1220 die erste medizinische Fakultät Frankreichs. Im 13. Jahrhundert lehrten dort Rabbi Moise ben Nahman (1195–1270), im 14. Jahrhundert Jacob-Haqatan, von dem ein medizinisches Manuskript in der Bibliothèque nationale de France erhalten ist, Bonet ben Meshullam ben Salomon Abigdor Harofe und Jakob ibn Tibbon.

#### Verbot der Behandlung von Christen im Kirchenrecht
Gregor von Tours überlieferte 576 die Geschichte eines Archidiakonus Leonastis aus Bourges, der sich nach seiner wundersamen Heilung von Blindheit in der Kathedrale des heiligen Martin von Tours noch zusätzlich von einem jüdischen Arzt mit Schröpfköpfen hatte behandeln lassen, woraufhin er seine Sehkraft wieder verloren hatte. Sein erneutes Gebet zum heiligen Martin habe nicht mehr geholfen, da er nach dem göttlichen Wunder noch einen jüdischen Arzt in Anspruch genommen habe.
Seit dem Hochmittelalter wurde Nichtchristen vielfach und wiederholt die Ausübung der ärztlichen Tätigkeit untersagt. Nach Beendigung des Albigenserkreuzzugs wurde 1229 auf der Synode von Toulouse angeordnet (can. 15), dass jemand, der der Häresie verdächtigt würde, den Arztberuf nicht ausüben dürfe. Auf der Synode von Béziers wurde 1246 Christen untersagt, einen Häretiker zu behandeln (can. 12) oder einen jüdischen Arzt zu konsultieren (can. 43). Die Synode von Valladolid untersagte es 1322 erneut, jüdische oder sarazenische Ärzte zu Christen zu rufen (can. 23). Als Grund wurde angegeben, dass diese Ärzte schon oft aus Hass christlichen Patienten schädliche Medikamente verordnet hätten. Zugleich wurde festgestellt, dass dieses Verbot schon oft übertreten worden sei, so dass nun im erneuten Übertretungsfall kirchliche Strafen angedroht wurden. 1335 bekräftigte die Synode von Rouen das Verbot erneut.

#### Krankheit keine Strafe Gottes

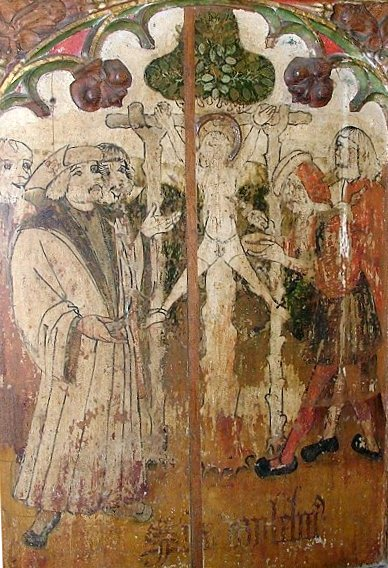
Lettnergemälde des angeblichen Ritual-
mords an William of Norwich in der Kirche Holy Trinity, in Loddon (Norfolk) 15. Jhdt.

Vertreter des frühen Christentums, das in einer Krankheit eine Strafe Gottes sah, lehnten im 4. Jahrhundert die – von der Antike bis in die Neuzeit gebräuchliche und gelehrte –  Anwendung von Opium als schmerzstillendes Mittel zur Linderung der Schmerzen bei einer Krankheit ab. Karl der Große unterzeichnete 810 einen Erlass, um den übermäßigen Gebrauch von Opium einzuschränken. Das Judentum hingegen sieht Krankheit nicht als Strafe Gottes, deshalb durfte man auch ärztliche Hilfe, einschließlich der Gabe von Schmerzmitteln, in Anspruch nehmen.

#### Ritualmordlegende
Die christliche Ritualmordlegende, wonach Juden angeblich das Blut von Christenkindern unter anderem auch für medizinische Zwecke benötigten, kam 1144 im englischen Norwich erstmals mit William von Norwich auf.  Die antijudaistische Legende gelangte von England über Spanien und Frankreich in den deutschsprachigen Raum (13. Jahrhundert). Ritualmordvorwürfe betrafen Juden erstmals 1234/1235 in Lauda und Fulda. Aus dem  deutschsprachigen Raum wanderte die  Ritualmordlegende nach Italien, Polen (der mit dem Statut von Kalisch begegnet wurde) und Litauen (15. Jahrhundert), schließlich nach Russland (18. Jahrhundert), in das Osmanische Reich (19. Jahrhundert) mit der Damaskusaffäre und nach Griechenland mit der Rhodiensen Ritualmordlegende. Sie überdauerte das Zeitalter der Aufklärung und erlebte parallel zum Antisemitismus von 1800 bis 1914 in Mittel- und Osteuropa einen neuen Aufschwung. Entsprechende Anklagen endeten meist in Massakern an den so Beschuldigten, ihren Angehörigen und Gemeinden.

#### Jüdische Ärztinnen im Mittelalter
Bereits für das Mittelalter und die Frühe Neuzeit sind auch zahlreiche weibliche Heilkundige belegbar. Am 2. Mai 1419 erhielt beispielsweise die jüdische Ärztin Sarah durch den Würzburger Bischof Johann II. von Brunn eine Genehmigung, ihre Tätigkeit im gesamten Bistum Würzburg auszuüben, welcher sich damit über eine am 11. Mai 1415 von Papst Benedikt XIII. verfasste Bulle hinwegsetzte. Das tat sie durchaus erfolgreich. Ihr wurde zudem durch ein Landgerichtsurteil ein Nutzungsrecht der Güter von Friedrich von Riedern zu Lauda erteilt. Weitere „Judenärztinnen“, die (als jüdische Augenärztinnen vor allem im Hoch- und Spätmittelalter belegt) vor allem Augenleiden kurieren konnten, waren die in Frankfurt um 1430 wirkende Zerline sowie um 1450 Ghele in Köln. In Günzburg praktizierte die Jüdin Morada als „Doktorin der freien Kunst der Arznei“.

## Medizin und Judentum in Deutschland nach der Aufklärung
Nachdem es in der frühen Neuzeit bis Mitte des 17. Jahrhunderts noch häufig zu ablehnenden Haltungen gegenüber jüdischen Ärzten bzw. Judenärzten gekommen war und diese von Vertretern des Ärztestandes auch mit unausgebildeten Heilern in Verbindung gebracht wurden, bereitete die geistesgeschichtliche Periode der Aufklärung, intellektuell auch geprägt von jüdischen Philosophen wie Moses Mendelssohn (1729–1786), den Weg für die Jüdische Emanzipation oder Haskala, den gleichberechtigten Eintritt der Juden in die bürgerliche Gesellschaft der christlichen Mehrheit. In diesem komplexen historischen Prozess zwischen jüdischer Kultur und der sich modernisierenden Gesellschaft hatte die Teilhabe an der Wissenschaft, speziell die wissenschaftlich-professionelle Haltung des Arztberufs, große Bedeutung für das Selbstverständnis der liberalen Juden und jüdischen Aufklärer (Maskilim).

### 18. Jahrhundert

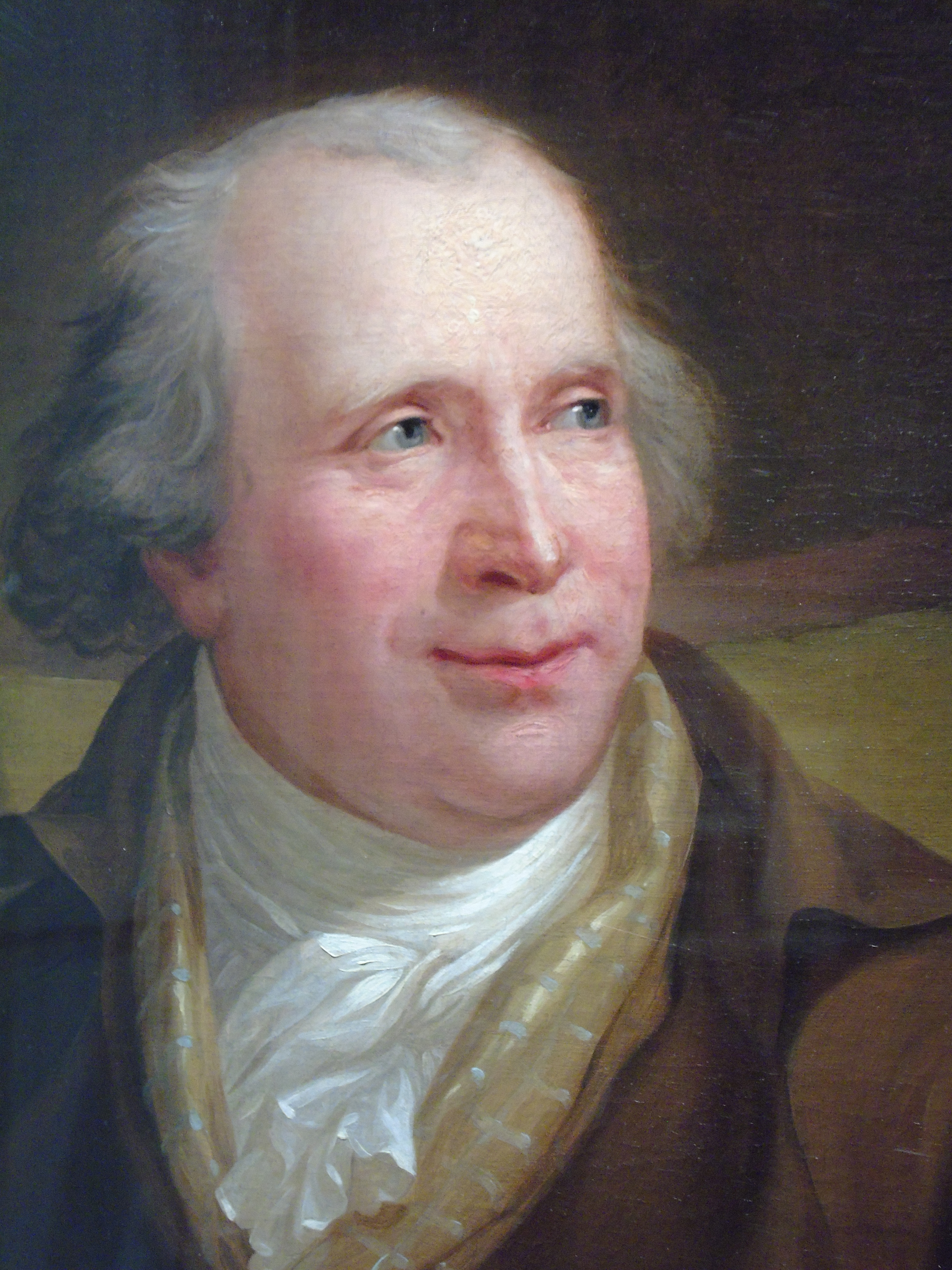
Marcus Herz, Gemälde von Friedrich Georg Weitsch (1795)

Im letzten Drittel des 17. Jahrhunderts konnten sich die ersten Juden an deutschsprachigen Universitäten einschreiben, mussten sich jedoch zunächst auf die philosophischen und medizinischen Fakultäten beschränken. Zuvor war Juden nicht erlaubt, an Universitäten in Deutschland zu studieren, und von einigen Ausnahmen wie Padua abgesehen hatten sie auch an anderen europäischen Universitäten bis dahin keinen Zugang. Im Jahre 1737 gegründet, war die Universität Göttingen ein Produkt aufklärerischer Gedanken, nämlich dem Wunsch nach Loslösung aus scholastischen und klerikalen Zwängen, zugleich war es ein Ergebnis der Wertschätzung der freien Meinungsäußerung und der nützlichen Wissenschaften. Die Martin-Luther-Universität Halle-Wittenberg und die Georg-August-Universität Göttingen waren damalige Paradebeispiele von Reformuniversitäten der Aufklärungszeit, was sich auch darin zeigte,  dass von Anfang an Studenten ohne Ansehen ihrer Religion, also auch Juden, aufgenommen wurden und promovieren konnten. Nicht einmal in der Matrikel wurde das Religionsbekenntnis der Studenten notiert. In der Folge nahm die Zahl praktizierender jüdischer Ärzte vor allem in den Städten rasch zu.
Beispielhaft wurde die Geschichte der jüdischen Ärzte von Wolff (2014) anhand der Stadt Berlin herausgearbeitet: Die jüdische Gemeinde in Berlin war im Zuge der Peuplierungspolitik des Großen Kurfürsten neu gegründet worden, wenn auch mit eingeschränkten Rechten. Die von Napoleon Bonaparte eingeführte Judenemanzipation wurde nach den Befreiungskriegen wieder rückgängig gemacht. In den 1690er Jahren ist ein jüdischer Arzt namens Loebel in Berlin nachgewiesen. 1756 wurde das erste Gebäude des heute noch bestehenden Jüdischen Krankenhauses in Berlin eröffnet. Ab 1765 sind jüdische Ärzte im Berliner Adressbuch mit Namen und Beruf erwähnt. Im Verhältnis zur Gesamtzahl der jüdischen Bevölkerung waren jüdische Ärzte gegen Ende des 18. Jahrhunderts in Berlin deutlich überrepräsentiert. 1798 schrieb Wolf Davidson:

„Sie haben zwar das Vorrecht, daß sie, wenn sie sich verheirathen, keiner Privilegien bedürfen, und auch in solchen Städten wohnen können, wo sonst kein Jude gelitten wird, allein, sie müssen doch ihre Immatriculation, und Erlaubnis zum Cursiren theurer bezahlen, als die christlichen Aerzte; sie können keine Phisicate erhalten. […] Sonderbar ist es, daß getaufte jüdische Aerzte […] Medizinalstellen bekleiden können, woraus man schließen sollte, durch die Taufe erhielte der Jude mehrere Kenntnisse, und würde ein besserer moralischer Mensch.“

Zu den im 18. Jahrhundert in Berlin praktizierenden jüdischen Ärzten zählten auch Marcus Herz, Schüler Immanuel Kants und Ehemann der Salonière Henriette Herz, ärztliche Mitglieder der Gesellschaft der Freunde wie Aron Gumpertz, Mitbegründer der Berliner Haskala und Mentor Moses Mendelsohns, und Michael Friedländer, der Neffe des bedeutenden Reformers und ersten jüdischen Stadtverordneten Berlins, David Friedländer.

### 19. bis frühes 20. Jahrhundert

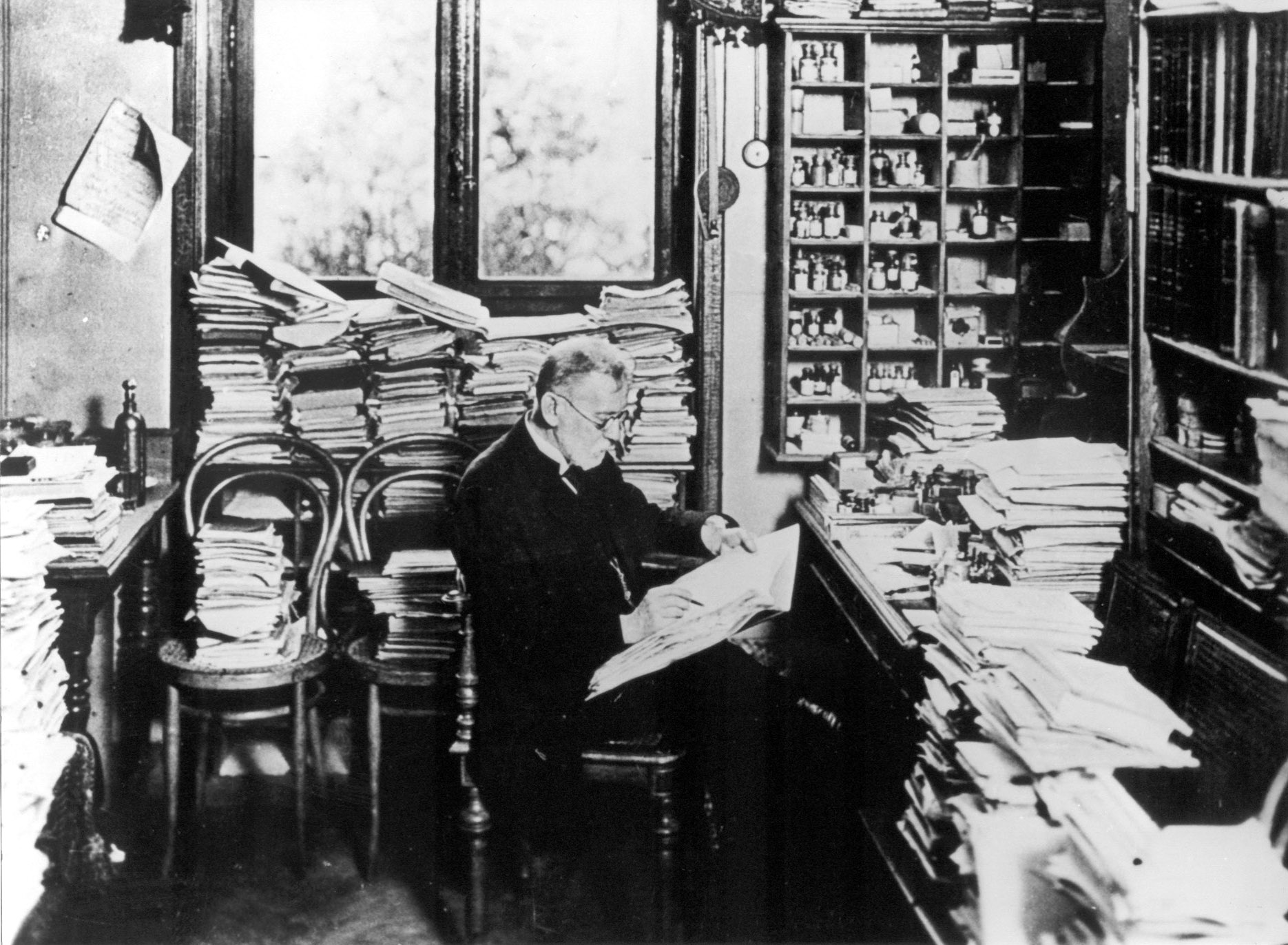
Paul Ehrlich in seinem Arbeitszimmer im Georg-Speyer-Haus, 1910

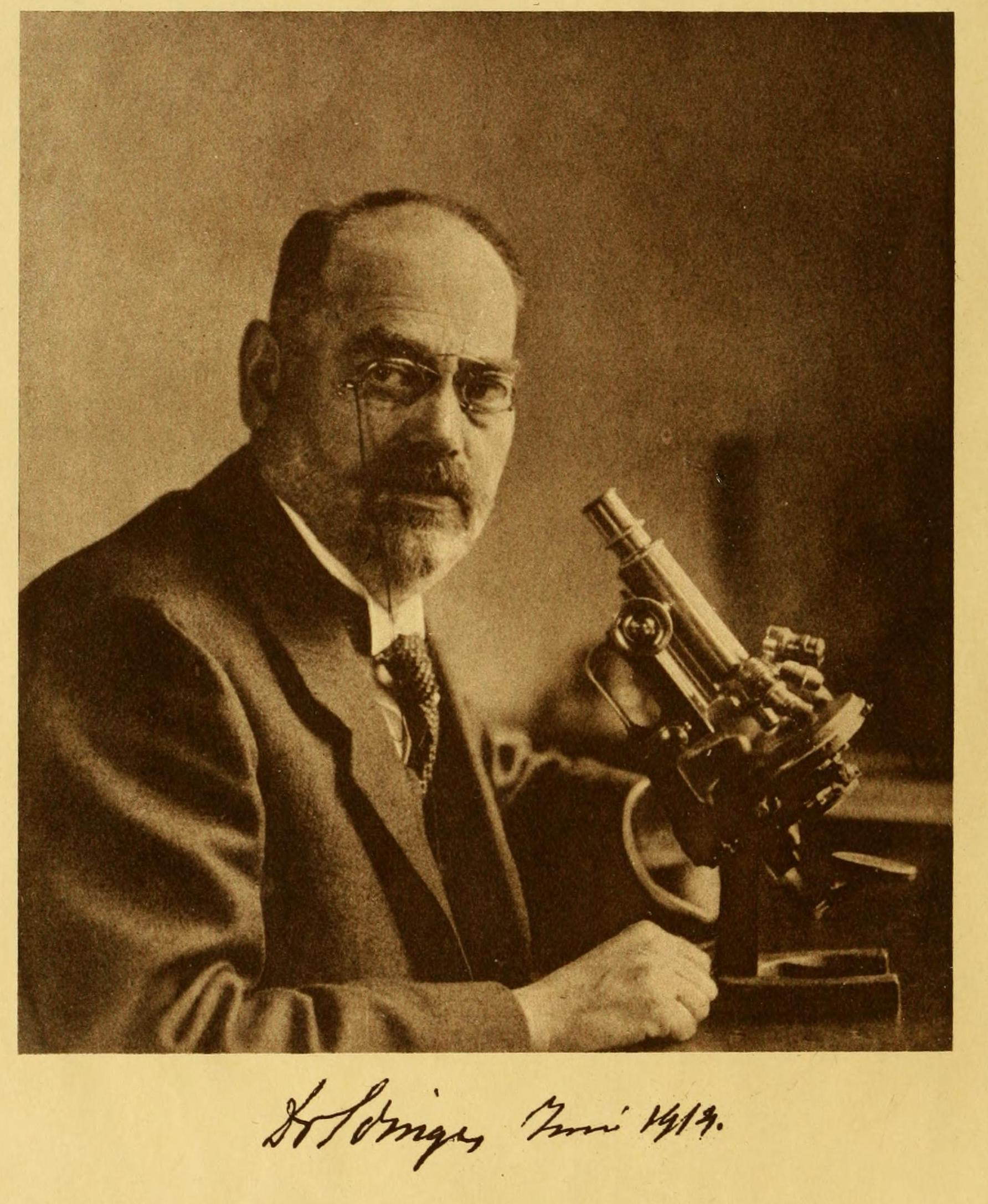
Ludwig Edinger

Ab dem 19. Jahrhundert stellten Ärzte – neben oder teils vor den Rabbinern – den Hauptanteil an der jüdischen Bildungselite. Ein Streit zwischen dem christlichen Göttinger Gynäkologen Friedrich Benjamin Osiander und seinem jüdischen Schüler Johann Jakob Gumprecht um 1800 macht deutlich, dass die jüdischen Ärzte von Seiten der Gesellschaftsmehrheit erheblichem Anpassungsdruck ausgesetzt waren: Um als bürgerlich gleichwertig betrachtet zu werden, hatten sie nach Meinung Osianders ihre jüdische kulturelle Identität aufzugeben. Wie anhand von Detailstudien der Schriften Phöbus Moses Philippsons herausgearbeitet werden konnte, hat seine Zugehörigkeit zur jüdischen Minderheit in seinem medizinischen Werk kaum Bedeutung. Explizit wird die medizinische Wissenschaft als ein Ort angesehen, an dem Philippson seine Eingliederung in die bürgerliche Gesellschaft beweisen konnte. Der jüdische Glaube findet jedoch in Philippsons Werk Die fünf Bücher Moses für Schule und Haus Raum und Ausdruck; Religion und religiöse Kultur sind auf die Sphäre privater Frömmigkeit reduziert.

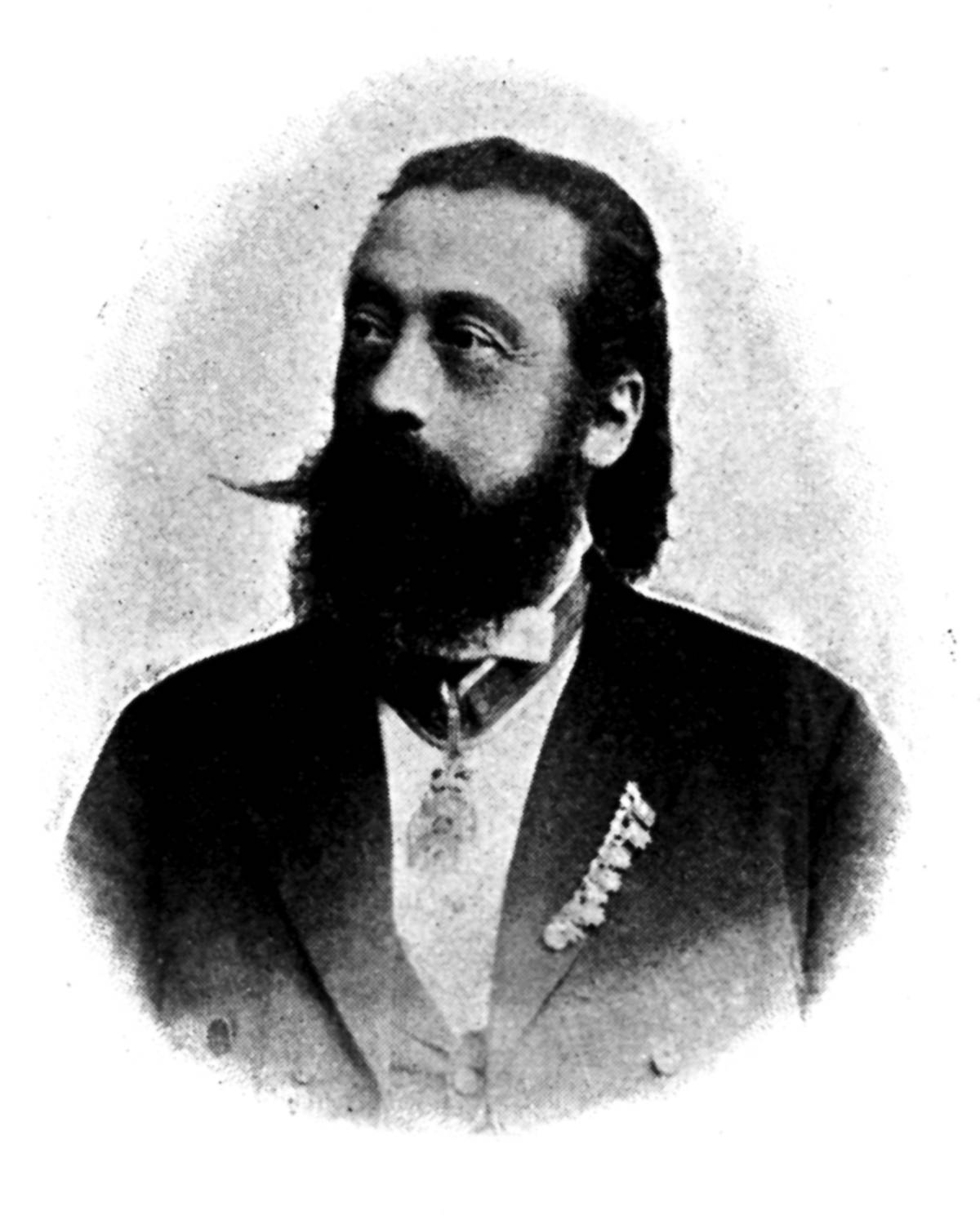
Enoch Heinrich Kisch

Zahlreiche medizinische Stiftungen zeugen vom Engagement wohlhabender Juden für ihre Städte und von ihrer zunehmenden Integration in die christlich-bürgerliche Gesellschaft. 1839 stiftete Salomon Heine das Israelitische Krankenhaus Hamburg, 1871 wurde das Israelitische Blindeninstitut von Ludwig August Frankl von Hochwart in Wien gegründet, 1890 gründete Hannah Luise von Rothschild die gemeinnützige Stiftung Carolinum, deren Namen noch heute im Zentrum der Zahn-, Mund- und Kieferheilkunde der Universitätsklinik Frankfurt am Main weiterbesteht. 1901 eröffnete das Jüdische Krankenhaus in Hannover. Zur Gründung der Johann Wolfgang Goethe-Universität Frankfurt am Main, heute die drittgrößte Präsenzuniversität Deutschlands, trug Franziska Speyer mit einer Spende aus dem Vermögen ihres verstorbenen Ehemannes Georg Speyer bei. 1904–1906 wurde mit einem Kapital von einer Million Goldmark aus dem Vermögen Franziska Speyers das Georg-Speyer-Haus als Forschungsinstitut für Chemotherapie unter Leitung von Paul Ehrlich eröffnet. Juden erreichten ihre akademische Anerkennung schon vor 1914. Der Anatom Emil Zuckerkandl (1849–1910), der Neurologe Moritz Benedikt (1835–1920) und der Internist und Balneologe Enoch Heinrich Kisch (1841–1918) waren die Herausragenden unter den Ordinarien, die ersten beiden in Wien, Letzterer in Prag. Viele deutsch-jüdische Naturwissenschaftler errangen hohe Stellungen in der Kaiser-Wilhelm-Gesellschaft zur Förderung der Wissenschaften (heute Max-Planck-Gesellschaft), wo Berufungen von Kaiser Wilhelm II. vergeben wurden. Paul Ehrlich (1854–1915) war unter den ersten zehn vom Kaiser berufenen Senatoren der Gesellschaft. Ebenso Mitglied des Senats war unter anderem Albert Einstein (1879–1955).
Der Neurologe Ludwig Edinger hatte sich an der Universität Gießen habilitiert; da ihm als Jude wegen des um 1882/83 wieder verschärften Antisemitismus eine Professur versagt blieb, ließ er sich zunächst als Neurologe in Frankfurt am Main nieder und arbeitete parallel am nicht-akademischen Senckenberg Forschungsinstitut weiter. 1912 zählte er zu den Mitunterzeichnern der Stiftungsurkunde der Universität Frankfurt und erhielt dort 1914 den ersten Lehrstuhl für Neurologie in Deutschland. Nach ihm wurde der Edinger-Kern benannt, der das Ursprungskerngebiet der parasympathischen Nervenfasern des dritten Hirnnervs (Nervus oculomotorius) darstellt, der den Pupillenreflex und damit die Adaptation des Auges steuert. Harry Eagle (1905–1992) hat als Pathologe zusammen mit Renato Dulbecco die Grundlagen zur In-vitro-Züchtung lebender Zellen gelegt. Die von ihm entwickelten Nährmedien in der Zellkultur sind nach ihm benannt, zum Beispiel das MEM (Minimal Eagle’s Medium), EMEM (Eagle’s Minimum Essential Medium) oder das Dulbecco’s Modified Eagle Medium (DMEM). Karl Landsteiner (1868–1943) entdeckte 1901 das AB0-System der Blutgruppen, wofür er 1930 den Nobelpreis für Physiologie oder Medizin erhielt. Oskar Minkowski (1858–1931) entdeckte die Bedeutung der Bauchspeicheldrüse (Pankreas) für den Kohlenhydratstoffwechsel, womit grundlegende Fortschritte in der Therapie des Diabetes mellitus ermöglicht wurden. Das lang anhaltende Interesse jüdischer Ärzte an Hautkrankheiten hat bereits in biblischen Zeiten begonnen. Marion Baldur Sulzberger (1895–1983),  Stephen Rothman (1894–1963), Herman Pinkus (1905–1985) und Louis Forman (1901–1988) waren unter den ersten Dermatologen, welche die bis dahin nur beschreibenden Krankheitsbilder systematischen pathologischen Untersuchungen zuführten.

#### Jüdische Ärzte während des Nationalsozialismus

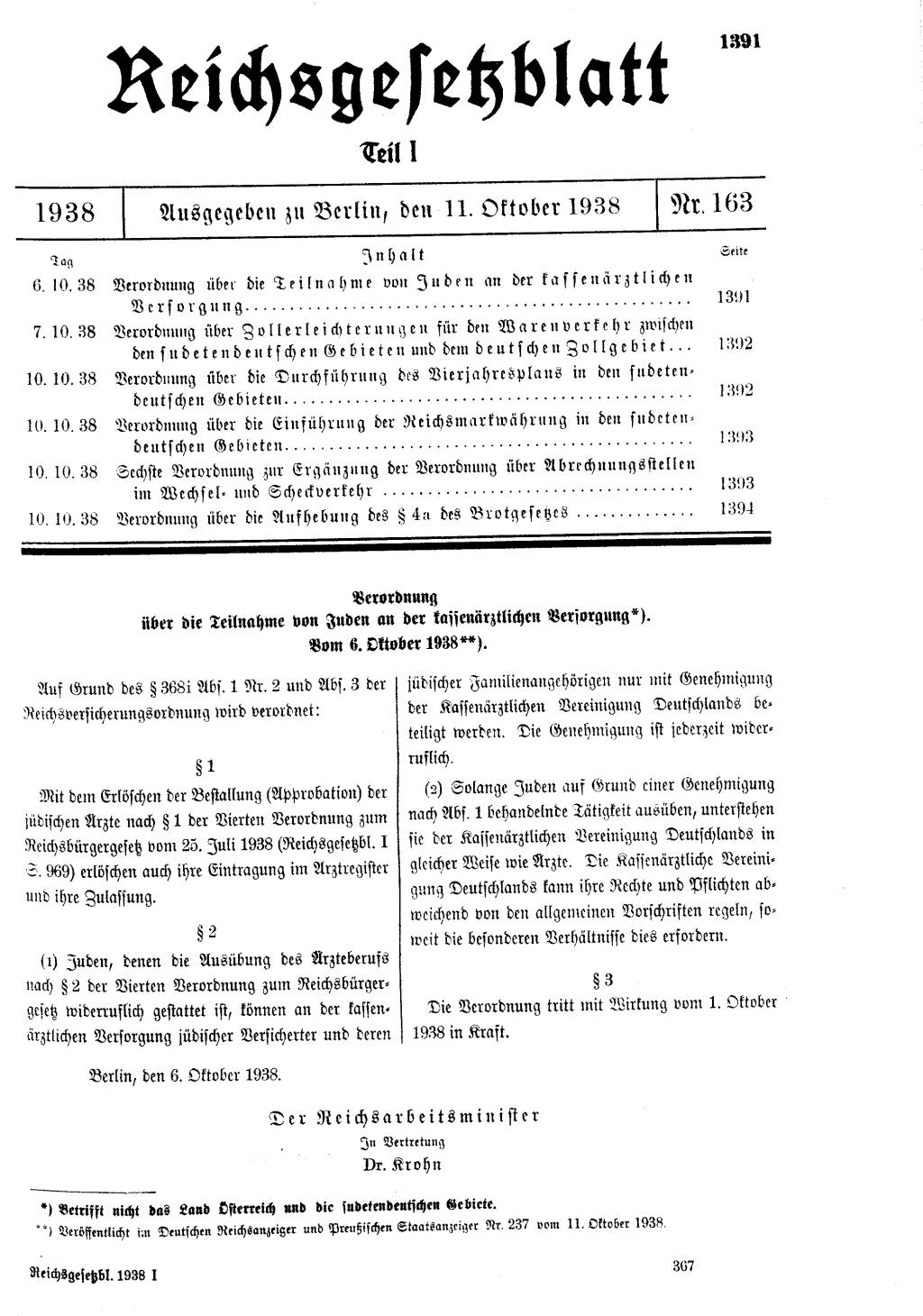
Reichsgesetzblatt: Verordnung über die Teilnahme von Juden an der kassenärztlichen Versorgung vom 6. Oktober 1938

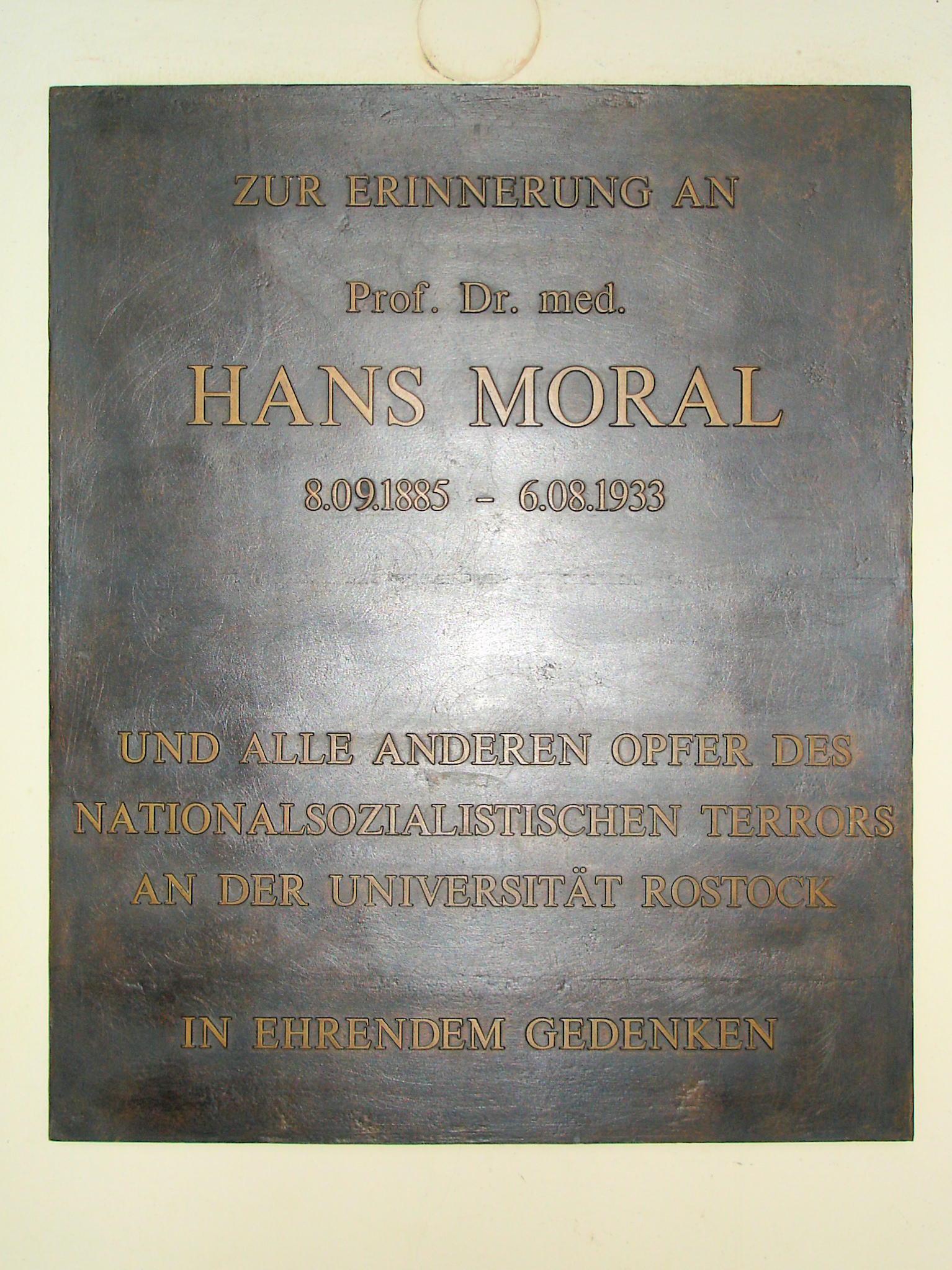
Gedenktafel für Hans Moral im Foyer des Hauptgebäudes der Universität Rostock

Während der Anteil der deutschen Juden an der Gesamtbevölkerung vor der Zeit des Nationalsozialismus unter einem Prozent, in Berlin unter vier Prozent lag, umfasste er bei den Berliner Kassen- und Krankenhausärzten fast die Hälfte. Reichsweit betrug ihr Anteil unter den Ärzten 10,9 Prozent, unter den Zahnärzten 8,6 Prozent sowie unter den Tierärzten 1,6 Prozent. Die Verfolgungen begannen lange vor 1933. National(sozial)istisch orientierte Studenten wurden von der Studentenmehrheit unterstützt und machten jüdischen Professoren die Lehrtätigkeit zunehmend unmöglich. Die Entlassungen vollzogen die Direktoren und Institutsleiter selbst am 31. März 1933 – noch vor Inkrafttreten der Rassegesetze. Mit dem Reichsbürgergesetz, einem Bestandteil der Nürnberger Rassegesetze von 1935, wurde mit Hilfe einer antisemitischen Definition des Staatsbürgerbegriffs jüdischen Ärzten die Berufsausübung im damaligen Deutschen Reich untersagt.
Demgegenüber ist das Vertrauen der damaligen deutschen Bevölkerung in jüdische Ärzte ebenso bezeugt wie das Misstrauen gegenüber der propagierten Neuen Deutschen Heilkunde.
Durch die „Vierte Verordnung zum Reichsbürgergesetz“ vom 25. Juli 1938 wurde das Erlöschen der Approbationen aller jüdischen Ärzte zum 30. September 1938 verordnet, wobei die Bezeichnung „Approbation“ durch den Begriff „Bestallung“ ersetzt wurde. Dieser von den Nationalsozialisten eingeführte Begriff galt bis zum Inkrafttreten der Bundesärzteordnung am 1. Januar 1970, mit der erst wieder zur Bezeichnung „Approbation“ zurückgekehrt wurde. Das Berufsverbot bedeutete das Ende der beruflichen Existenz jüdischer Heilberufler. NS-Reichsärzteführer Gerhard Wagner (1888–1939) verkündete in einer Parteitagsrede: „Der ärztliche Beruf und die medizinische Wissenschaft sind endgültig vom jüdischen Geist befreit worden.“ 3152 jüdische Ärzte lebten damals noch in Deutschland. Sie durften sich nicht mehr Arzt nennen. 709 jüdischen Medizinern wurde auf Widerruf und mit polizeilicher Registrierung zugestanden, als „Krankenbehandler“ ausschließlich jüdische Menschen zu behandeln. Durch die „Achte Verordnung zum Reichsbürgergesetz“ vom 17. Januar 1939 wurde auch den jüdischen Zahnärzten, Tierärzten und Apothekern zum 31. Januar 1939 die Approbation entzogen. Die Mehrzahl wurde ins Exil, in den Tod oder in den Suizid getrieben.
Stellvertretend sei der Zahnarzt und Hochschullehrer Hans Moral (1885–1933) erwähnt, der gemeinsam mit Guido Fischer als Wegbereiter der Lokalanästhesie in der Zahnheilkunde anzusehen ist. Sie beschäftigten sich neben der klinischen Anwendung mit den anatomischen und physiologischen Grundlagen dieses neuen Verfahrens. Bis zum Beginn des 21. Jahrhunderts wurden die diesbezüglichen Verdienste ausschließlich Guido Fischer zugesprochen. So fand Hans Moral durch Walter Hoffmann-Axthelm (1908–2001) weder eine Erwähnung in seinem Standardwerk Die Geschichte der Zahnheilkunde (1973). noch im weit verbreiteten Lexikon der Zahnmedizin (1974) noch in Wolfgang Strübigs Geschichte der Zahnheilkunde (1989) Wie viele jüdische Opfer des Nationalsozialismus wurden Hans Moral und seine Verdienste in Deutschland ignoriert. Erst 1991 wurde Hans Moral mit der Anbringung einer Ehrentafel im Foyer des Hauptgebäudes der Universität Rostock geehrt.
Die Umsetzung des Gesetzes führte zur Vernichtung eines Großteils der intellektuellen Elite des deutschen Judentums, zugleich auch der deutschen Gesellschaft und der Wissenschaft, die bis zu diesem Zeitpunkt eine führende Rolle innehatte. Eine wissenschaftliche Emigration im Sinne einer brutalen Vertreibung fand parallel in Österreich statt, wo der Anteil jüdischer Ärzte sehr hoch, wenn nicht der höchste unter den akademischen Berufen war.
Der Dermatologe Felix Aaron Theilhaber begründete 1913 in seiner Studie Das sterile Berlin den Bevölkerungsrückgang in Berlin mit den dortigen ungesunden Lebensverhältnissen. Im selben Jahr gründete er die Gesellschaft für Sexualreform („Gesex“), trat für Geburtenkontrolle sowie gegen die Kriminalisierung von Abtreibung und Homosexualität ein und zählte gemeinsam mit Magnus Hirschfeld zu den Pionieren der Sexualreformbewegung. 1930 war er in Berlin Mitbegründer der ersten Klinik für Geburtenkontrolle und Sexualaufklärung. 1933 wurde er kurzzeitig von der Gestapo inhaftiert und verlor seine Zulassung als Arzt. 1935 wanderte er nach Palästina aus.
Von August Paul von Wassermann (1866–1925) ist zumeist nur die Wassermannsche Reaktion bekannt, doch war er auch in vielen anderen Bereichen der Bakteriologie und Immunologie tätig. Von seinen Arbeiten erlangte jedoch die Entwicklung der Serodiagnostik der Syphilis die größte praktische Bedeutung und machte seinen Namen weltbekannt.
Béla Schick entwickelte den nach ihm benannten Schick-Test zur Diagnose der Diphtherie.
Der oben erwähnte Paul Ehrlich und sein Kollege Hata entwickelten mit dem Salvarsan eine seinerzeit Heilung sowie verglichen mit den bisher meist angewandten Quecksilbertherapien weniger Nebenwirkungen versprechende medikamentöse Behandlung der Syphilis und begründete damit die Chemotherapie. Außerdem war er entscheidend an der Entwicklung des Heilserums gegen Diphtherie beteiligt, die üblicherweise Emil von Behring alleine zugeschrieben wird. 1908 erhielt er (zusammen mit Ilja Iljitsch Metschnikow) für seine Beiträge zur Immunologie den Nobelpreis für Physiologie oder Medizin.
Für die Entdeckung des Streptomycins (1944), des ersten Antibiotikums gegen Tuberkulose, erhielt Selman Abraham Waksman 1952 den Nobelpreis für Physiologie oder Medizin. In dem unter seiner Leitung stehenden Labor wurden viele Antibiotika entdeckt u. a. Actinomycin (1940), Clavacin, Streptothricin, Grisein, Neomycin (1949), Fradicin, Candicidin und Candidin. Von Waksman wurde auch der Begriff „Antibiotikum“ geprägt.
Ernst Weiß war ein österreichischer Arzt und Schriftsteller. Er galt als Meister des psychologischen Romans und war mit Franz Kafka und Ödön von Horváth befreundet. 1940 beging er im Exil in Paris Suizid.
Der deutsche Gynäkologe Max Hirsch gilt als Wegbereiter der ganzheitlich orientierten Frauenheilkunde und setzte sich für Sozialhygiene und Arbeitsschutz für Frauen ein. 1939 flüchtete er nach England, wo er weiter als Geburtshelfer tätig war.
Der Pathologe Philipp Schwartz, bis 1933 Professor an der Johann Wolfgang Goethe-Universität in Frankfurt am Main, gründete 1933 in Zürich eine „Beratungsstelle für Deutsche Wissenschaftler“. Aus dieser rekrutierte er eine Anzahl von deutschen Professoren, unter ihnen Erich Frank, der als jüdischer deutscher Arzt 1934 einen Ruf an die Universität Istanbul annahm und die akademische Medizin in der Türkei modernisierte. Nach 1945 verblieb er in der Türkei und wurde nach seinem Tod mit einem Staatsbegräbnis geehrt.

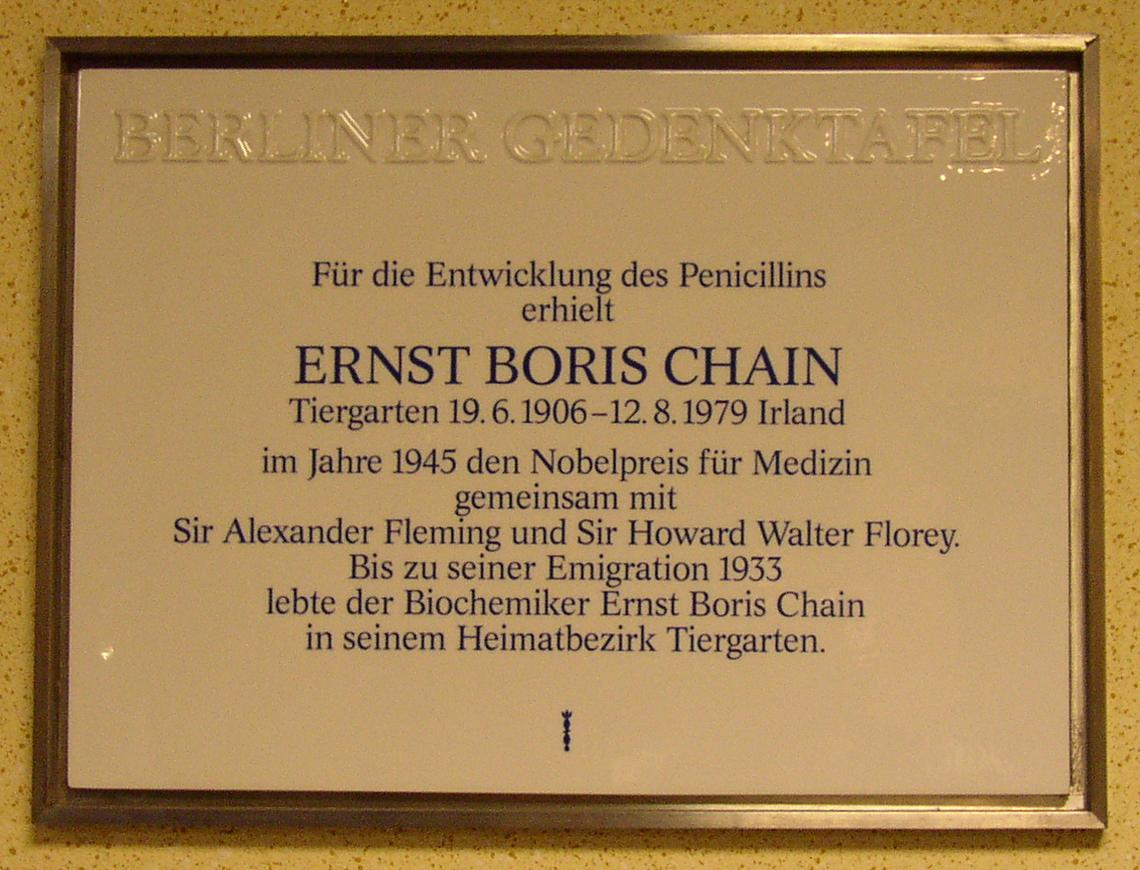
Ernst Boris Chain Gedenktafel in Berlin-Moabit im ehem. „Haus der Gesundheit“ (heute Staatsanwaltschaft Berlin)

Die Ärzte Werner Adam Laqueur und Friedrich Reimann (1897–1994) gehörten zu den Gründungsmitgliedern des Instituts für Experimentelle Forschung an der Universität Istanbul.
Ernst Boris Chain musste 1933 Deutschland verlassen und erhielt 1945 (zusammen mit Alexander Fleming und Howard Walter Florey) den Medizin-Nobelpreis für die Entdeckung des Penicillins.
Felix Bloch floh im gleichen Jahr und erhielt später den Physik-Nobelpreis für seine Erforschung der NMR, die heute als Kernspintomographie (MRI) in der medizinischen Diagnostik eingesetzt wird.
Auch Tadeusz Reichstein verließ Deutschland 1933. Er erhielt den Medizinnobelpreis für die Synthese von Vitamin C und die Herstellung von Hydrocortison.
Ein Jahr später musste Konrad Bloch fliehen. Er erhielt den Nobelpreis für die Entdeckung der Regulierung des Cholesterin- und Fettsäure-Stoffwechsels. Seine Grundlagenforschung führte zur Entwicklung von cholesterinsenkenden Medikamenten.
Hans Popper (1903–1988) war ein Wiener Pathologe, der aufgrund seiner jüdischen  Abstammung nach dem „Anschluss“ Österreichs an das Dritte Reich von der Universität Wien entlassen wurde und nachfolgend in die USA floh. Er erhielt insbesondere auf dem Gebiet der Hepatopathologie weltweite Anerkennung.
Bernhard Gottlieb (1885–1950) wurde von der Universität Wien vertrieben, ebenso wie die Zahnmediziner Rudolf Kronfeld (1901–1940), Balint Orbán (1889–1974), Joseph Peter Weinmann (1896–1960), Albin Oppenheim (1875–1945) und Harry Sicher (1889–1974). Ihre Namen sind vielen hierzulande nicht bekannt, erst in Amerika gelangten sie zu großem Ruhm und ihre wissenschaftlichen Tätigkeiten wurden hoch geschätzt und vielfach geehrt.
Hans Krebs erhielt, nachdem er ebenfalls Deutschland hatte verlassen müssen, 1953 den Medizin-Nobelpreis für die Entdeckung des Citratzyklus zusammen mit Fritz Lipmann, der gleichzeitig vor den Nazis in die USA geflohen war.
Georg von Hevesy floh 1943 vor den Nazis und erhielt den Chemie-Nobelpreis für die Anwendung von Isotopen – auch in der Medizindiagnostik.

### Schulmedizin
In der Zeit des Nationalsozialismus fand die Naturheilkunde und die Volksmedizin großen Zuspruch, während die Nationalsozialisten die angeblich jüdisch-marxistische durchsetzte „Schulmedizin“ als zu sozialmedizinisch und therapiefreudig kritisierten. Universitäten und Ärzteschaft im Deutschen Reich der 1920er und 1930er Jahre galten unter Antisemiten als „verjudet“. In diesem Kontext verwendeten antisemitisch eingestellte Kritiker der etablierten Medizin in den 1930er Jahren den Kampfbegriff „verjudete Schulmedizin“, um ihrer Forderung nach einer „gesunden Volksmedizin“ bzw. der „Neuen deutschen Heilkunde“ Nachdruck zu verleihen. Gemeint war damit eine stärkere Bedeutung für naturheilkundliche Ansätze und Verfahren in der medizinischen Praxis. Erst 1998 wurde als korrekter Ersatzbegriff die „wissenschaftlich orientierte Medizin“ vorgeschlagen. Das Gegenteil ist die unwissenschaftliche beziehungsweise glaubensbasierte Heilkunde. Trotzdem hat sich der abwertende Begriff der „Schulmedizin“, insbesondere in Kreisen der Alternativmediziner und Naturheilkundler und deren Anhängerschaft sowie den Medien, bis heute erhalten.

### Flucht
Jüdische Ärzte flohen aus dem nationalsozialistischen Deutschland überwiegend in die USA, nach Palästina, Großbritannien und Lateinamerika.  Diese Emigranten beeinflussten die Entwicklung der Sozialpolitik, medizinischen Betreuung und Forschung der jeweiligen Länder. Teilweise erfuhren sie anfangs hohe Einschränkungen ihrer medizinischen Tätigkeit. Medizinstudenten und Ärzte konnten allenfalls als Pflegekräfte arbeiten, manche wichen auf Berufe wie Koch oder Butler aus. In Deutschland verbliebene jüdische Ärzte wurden im Holocaust ermordet. In Rom gelang es, mittels des Morbus K (ital.: il Morbo di K) etwa 50 Juden zu retten. Der Morbus K war eine vom Arzt Giovanni Borromeo im Zuge der römischen Judendeportationen erfundene Bezeichnung für eine nicht existierende Krankheit. Deutsche Kontrolleure interpretierten die Bezeichnung als „Morbus Koch“ (Tuberkulose), mieden deshalb diese Räume und ließen dadurch die betroffenen Personen in Ruhe.

## Medizin und Judentum ab der Mitte des 20. Jahrhunderts

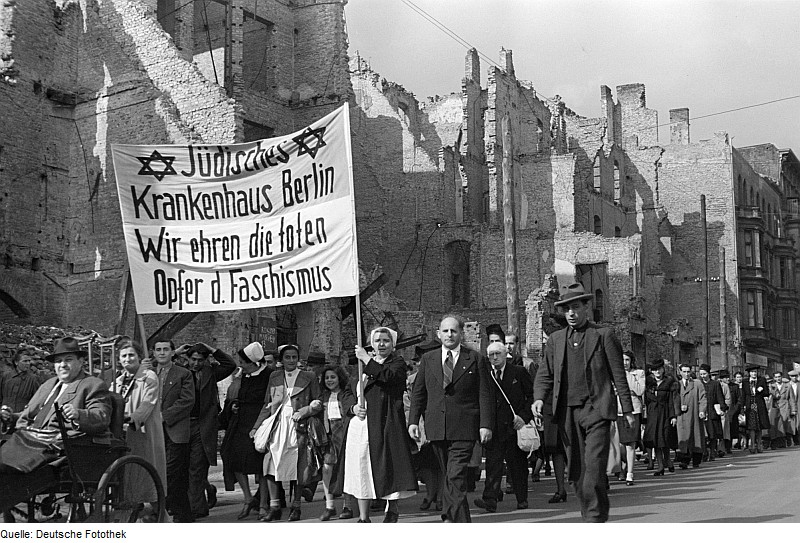
Großkundgebung zu Ehren der Opfer des Faschismus; hier: Jüdisches Krankenhaus Berlin (1946)

Unmittelbar nach Ende des 2. Weltkriegs wurde das Reichsbürgergesetz zusammen mit seinen Verordnungen durch das alliierte Kontrollratsgesetz Nr. 1 vom 20. September 1945 in Deutschland aufgehoben. Am 14. Februar 1968 formulierte das Bundesverfassungsgericht Leitsätze zum Umgang mit ‚Rechts‘vorschriften, die „fundamentalen Prinzipien der Gerechtigkeit so evident widersprechen“. Erst in jüngerer Zeit haben sich die deutschen medizinischen Fachgesellschaften der Erforschung der Geschichte ihrer jüdischen Kollegen zugewandt.

### Aufarbeitung
Die kritische Aufarbeitung der NS-Medizinverbrechen begann erst 1980, als sich das Thema mit der Kritik einer nachrückenden Generation an der Art und Weise des Umgangs mit Kranken und Behinderten verband. Der als Gegenveranstaltung zum 83. Deutschen Arztetag von kritischen Ärzten und Historikern, darunter Gerhard Baader, organisierte „1. Gesundheitstag“ in West-Berlin mit 12.000 Teilnehmern stand 1980 unter dem Motto „Medizin im Nationalsozialismus. Tabuisierte Vergangenheit — ungebrochene Tradition?“. Diese Veranstaltung stieß auf große Kritik unter den etablierten Standesvertretern. Sie wollten die Schuld der Ärzteschaft im Nationalsozialismus weiter vergessen, verdrängen oder zumindest retuschieren. Für sie war der Gesundheitstag eine Provokation. Er markierte jedoch den Beginn einer vielfältigen Beschäftigung mit der NS-Medizin. In der Folge machte Baader die Medizin im Nationalsozialismus zu einem der Forschungsschwerpunkte des Instituts, einem Wissenschaftszweig, in dem er mit Rolf Winau, Fridolf Kudlien, Werner Friedrich Kümmel, Gunter Mann und Eduard Seidler zu der anfangs recht kleinen Gruppe von Medizinhistorikern gehörte, die das Thema Medizin und Nationalsozialismus erforschten. 1983 wurde Baader zum außerplanmäßigen Professor des inzwischen entstandenen Instituts für Geschichte der Medizin und Ethik in der Medizin der Charité ernannt.
Exemplarisch sei auf die Auswertung der Berliner Charité aus dem Jahre 2010 verwiesen.  die in einer  Liste über 160 verfolgte Hochschullehrer sowie etwa 30 Assistenten und andere Beschäftigte allein der medizinischen Fakultät ausweist. Die Forschung zu letzteren Gruppen sowie zur großen Zahl der ebenfalls aus gleichen Gründen exmatrikulierten Studenten ist erst gefordert.
Ebenso erarbeitet der Historiker Dominik Groß die Rolle der Täter und Opfer während des 3. Reichs, etwa im Personenlexikon der Zahnärzte im „Dritten Reich“ und im Nachkriegsdeutschland. Täter, Mitläufer, Entlastete, Oppositionelle, Verfolgte. oder Medizinische Fachgesellschaften im Nationalsozialismus. Die Bundeszahnärztekammer (BZÄK), die Kassenzahnärztliche Bundesvereinigung und die Deutsche Gesellschaft für Zahn-, Mund- und Kieferheilkunde (DGZMK) gaben die Studie „Zahnmedizin und Zahnärzte im Nationalsozialismus“ in Auftrag, die am 28. November 2019 vorgestellt wurde.
Zunehmend haben sich auch die medizinischen Fachgesellschaften mit der Aufarbeitung ihrer Rolle während des Nationalsozialismus beschäftigt. So hat die Deutsche Gesellschaft für Innere Medizin (DGIM) 2013 einen Forschungsauftrag an die Historiker Hans-Georg Hofer und  Ralf Forsbach vergeben, dessen Ergebnisse 2015 vorgestellt wurden. Die DGIM sei „beschämt, weil sie 70 Jahre hat verstreichen lassen, bis ihr Handeln in der Zeit des Nationalsozialismus wissenschaftlich untersucht und öffentlich gemacht wurde“. Ein umfassendes Personenregister von Tätern und Opfern wurde erstellt. Ebenso entschloss sich die DGIM, die von 1996 bis 2010 verliehene Gustav-von-Bergmann-Medaille wegen der Nazi-Vergangenheit des Namensgebers (Dieser hatte als Prodekan an der Berliner Charité 1933 in der Fakultät umgesetzt, dass alle Juden entlassen wurden) 2013 durch die Leopold-Lichtwitz-Medaille (Lichtwitz  war 1933 Vorsitzender der DGIM, der auf Grund seiner jüdischen Zugehörigkeit des Amtes enthoben wurde) zu ersetzen.

### Fortschritte
Fortschritte in der medizinischen Wissenschaft haben die klinische Praxis mehr und mehr zu einer Disziplin gewandelt, die sich unter anderem durch verifizierte Laborbefunde und klinische Beobachtungen auszeichnet. Jüdische Ärzte und Wissenschaftler hatten und haben dazu einen beachtlichen Anteil beigetragen. Teilweise sind die Verdienste angesichts der zunehmenden Tendenz zu Forschungsteams nicht einfach zuzuordnen.

### Jüdische Sozialethik
In der jüdischen Kultur werden klinische Entscheidungen und Forschungsgebiete von der jüdischen Sozialethik beeinflusst, die sich von den Restriktionen und Vorschriften anderer Religionen oftmals unterscheidet, in denen Krankheiten „als von Gott gegeben“ angesehen wurden. Es gab durchaus Widerstände dagegen, in die Schöpfung einzugreifen oder Schmerz abzustellen, die als göttliches Mittel der Erziehung akzeptiert waren. Kirchenvertreter, darunter Rabbi Abraham de Sola (1825–1886), der erste Rabbiner Kanadas, unterstützten jedoch die Verfechter der Anästhesie. De Sola hat den Schlüsselsatz aus Genesis 3:16 uminterpretiert. In drei Artikeln für eine kanadische medizinische Zeitschrift erklärt er, dass Gottes Bestimmung für Frauen laute, dass sie  Kinder mit „Mühsal“ beziehungsweise „Anstrengung“ (בְּעֶצֶב B'etzev, auch: Kummer, Trauer, Leid) zu gebären haben, nicht unter „Schmerzen“. Menschliches Leben besitzt aus jüdischer Sicht einen unantastbaren, unendlichen Wert. Geleitet von dieser hohen Wertstellung in der jüdischen Religion, in der das Leben und die Gesundheit und  gesunderhaltende Maßnahmen im Sinne der Prävention in den Vordergrund gestellt werden, initiierte das hohe Interesse bei jüdischen Wissenschaftlern die Erforschung von Infektionskrankheiten und hat seinen Ursprung in den Hygienemaßnahmen (s. o.).

### Anschauungsunterschiede
Die klinische Praxis wird aus Sicht des Judentums in der weltlichen Medizin oft in einer militärischen Sprache beschrieben. Therapien, vor allem Pharmatherapien, bilden ein „Rüstzeug“. Es wird ein „Arsenal“ an „Waffen“ verwendet, um eine Krankheit zu „bekämpfen“, beziehungsweise den Krebs und andere Erkrankungen zu „besiegen“. Oder man könne mit einem Verfahren „zwei Fliegen mit einer Klappe schlagen“. Die sprachliche Verwendung suggeriert, dass eine „Zerstörung“ die Lösung für die meisten Krankheitsprobleme sei, was jedoch einen negativen Effekt auf die Patientenversorgung und auf den medizinischen Fortschritt habe.
Demgegenüber verfolge die jüdische Medizin einen positiveren Ansatz. Die Prävention wird in den Vordergrund gestellt. Ferner solle der Arzt – in Anlehnung an Rambams Ermahnungen in seiner Abhandlung über die Therapie des Asthmas – den Patienten behandeln, nicht die Krankheit. Priorität habe das Individuum, nicht das „System“ der Gesundheitsversorgung. Das Individuum sei als Individuum zu behandeln, das heißt in einer persönlichen Art und Weise, nicht nach einem „Einheitsparadigma“. Der Umgang mit dem Patienten werde stets darauf ausgerichtet, den Patienten zu unterstützen, wie er mit seiner Krankheit umgehe, unabhängig davon, ob eine Heilung möglich sei oder nicht.

### Verbindlichkeit religiöser Vorschriften
Wesentlich ist die Interpretation der religiösen Vorschriften und Gesetze. Das Judentum kennt keine oberste Autorität. Maßgeblich ist immer die Meinung des örtlichen Rabbiners und dessen Auslegung. Dabei kommt es darauf an, ob der Rabbiner der orthodoxen, der konservativen oder der liberalen Richtung angehört. Daneben existiert der Rekonstruktionismus. Im Reformjudentum wird die Autonomie, die Vernunft des Einzelnen, stark betont. Das Urteil eines Rabbiners ist dabei nur ein Faktor unter vielen zur Entscheidungsfindung. Die Gründe liegen darin, dass orthodoxe Juden sowohl die Thora als auch den Talmud als durch Gott gegeben ansehen. Die Reformjuden betrachten hingegen den Talmud als von Menschenhand geschaffen. Entscheidend ist dabei die Aufteilung der jüdischen Gebote (Mitzwot) in ethische und rituelle Gesetze sowie die Auffassung, dass die ethischen Gesetze zeitlos und unveränderlich seien, die rituellen Gesetze hingegen verändert werden könnten, um sie dem jeweiligen Lebensumfeld anzupassen. Der wohl wesentlichste Satz in der Tora in Bezug auf die Frage, was erlaubt ist und was nicht, lautet: „Beachtet meine Gesetze und Rechtsvorschriften; wer sie lebt, wird durch sie leben.“ (3. Buch Moses 18,5) In der rabbinischen Auslegung wird ausdrücklich betont, dass es heißt: „durch die Gesetze leben, nicht ihretwegen sterben“. Dieses Grundprinzip, das Pikuach Nefesch (Lebensrettung) genannt wird, erlaubt damit die Übertretung fast sämtlicher Gebote, wenn es um Lebenserhaltung geht. Ausnahmen sind Mord, verbotene sexuelle Beziehungen (Inzest) und Götzendienst.

#### Behandlung an Schabbat und bestimmten Feiertagen
Orthodoxe Juden verrichten am Schabbat keine Tätigkeiten, die gemäß der Halacha als Arbeit definiert sind, die 39 Melachot. Die Vorschriften gelten nicht nur für den Sabbat, sondern (jeweils modifiziert) auch für andere jüdische Feiertage, wie Jom Kippur, Rosch ha-Schana, Schawuot, Simchat Tora und an bestimmten Tagen von Pessach und Sukkot.  In halachischen Kontroversen zur Zulässigkeit medizinischer Behandlungen am Schabbat wird das Thema behandelt, ob eine tatsächliche oder mögliche Gefahr für das Leben (Pikuach Nefesch) die den Schabbat betreffenden biblischen Gesetze und rabbinischen Verfügungen und Regeln außer Kraft setzt (חוטרא hutra) oder ob eine solche Lebensgefahr sie nur vorübergehend aussetzt (דחויה dechuya). Aus den jüdischen Gesetzen, einschließlich des Schulchan Aruch und der Mischna, geht hervor, dass ein Arzt oder Zahnarzt alle für die Behandlung und Pflege seines Patienten erforderlichen Tätigkeiten ausführen muss (kol tzorchei choleh) und sich nicht nur auf diejenigen Tätigkeiten zu beschränken hat, die eine unmittelbare Gefahr für das Leben beseitigen.

### Moderne Medizin
Der Einfluss der jüdischen Gebote und der Halacha wirkt sich stark auf kontroverse Diskussionen im medizinischen Bereich aus. Dazu gehören vor allem Themen wie  Sterbehilfe, Schwangerschaftsabbruch, Organtransplantation oder künstliche Befruchtung einschließlich der Präimplantationsdiagnostik (PID). Ebenso gehören dazu der Vorrang des Lebens der Mutter vor dem des Kindes bei einer schwierigen Geburt, die Zulässigkeit von Tierversuchen und der Einfluss der Speisegesetze auf die Einnahme von Medikamenten. Dabei ist zwischen den religiösen und den weltlichen Vorschriften, insbesondere in Israel, zu unterscheiden.

#### Stammzellenforschung
Ein weiterer Grundsatz, auf dem die Einstellung zu bestimmten medizinischen Eingriffen beruht, ist die Definition des Beginns des Lebens. Im Talmud (Nidda 30b) wird darauf hingewiesen, dass der Embryo erst 40 Tage nach der Befruchtung eine Seele (hebr.: נפש nefesch oder auch רוח ru'ach, Atem) erhält. Bis dahin gilt es als „pures Wasser“ (hebr.: מַיָּה בּעַלְמַא, maja be‘alma). Daraus resultiert die positive Haltung innerhalb des Judentums zur Stammzellenforschung. Der präimplantierte Embryo gilt nach rabbinischer Auffassung nicht als menschliches Leben. Er wird als „Präembryo“ angesehen. Dieser ist zwar ebenso schützenswert und deshalb ist die Erzeugung von embryonalen Stammzellen für Forschungszwecke verboten, die Forschung an „überzähligen“ Embryonen (beispielsweise bei der In-vitro-Fertilisation oder im Zusammenhang mit der Präimplantationsdiagnostik) ist dagegen erlaubt. Statt sie zu zerstören oder einfach absterben zu lassen, ist es nach jüdischer Überzeugung in dem Fall ethisch vertretbar, sie zu Forschungszwecken zu nutzen.
Kurt Seelmann beginnt in seinen zu präsentierenden Überlegungen zum Lebensanfang als einem ethischen Problem mit einem jüdischen Witz, weil er befürchtet, dass diese stellenweise etwas anstrengend zu werden drohen:

„In einer Kontroverse zwischen drei Religionen postuliert der katholische Pfarrer, das Leben beginne mit der Befruchtung, der evangelische Pastor meint, das Leben beginne mit der Einnistung der befruchteten Eizelle in der Gebärmutter, worauf der Rabbiner anmerkt, das Leben beginne, wenn die Kinder aus dem Haus sind und der Hund tot ist.“

#### Schwangerschaftsabbruch
Grundsätzlich ist ein Embryo ab der Befruchtung schützenswert – aber nicht auf Kosten des Lebens der Mutter. Bis das Baby bei der Entbindung den Leib der Mutter verlassen hat, wird es als Teil der Frau betrachtet. Ebenso wird gemäß  der Halacha die Frau erst mit der Geburt ihres Kindes zur Mutter – im Gegensatz zum Mann, der bereits bei der Zeugung zum Vater wird. Bei der Abwägung der Gefahren für beider Leben – der Mutter und des Ungeborenen – wird der Mutter bis zum Zeitpunkt der Geburt Priorität eingeräumt. Der Schwangerschaftsabbruch ist deshalb nach jüdischer Ethik bis zur Geburt akzeptabel, wenn klare medizinische Indikatoren dafür sprechen. Nach Maimonides müsse der Fötus unter Umständen wie ein „Verfolger“ betrachtet werden, also als jemand, der versucht, der Frau, die Probleme bei Schwangerschaft und Geburt hat, das Leben zu nehmen. Nach dem Gesetz darf aber jeder, der eine andere Person in Tötungsabsicht verfolgt, selbst getötet werden. Damit ist es eine Art Notwehr der Schwangeren gegenüber dem Ungeborenen, das ihr nach dem Leben trachte. Ob auch psychosoziale Indikationen dazu berechtigen, ist Gegenstand rabbinischer Kontroverse. Zu einer Gefährdung zählte der aschkenasische Oberrabbiner von Israel Isser Jehuda Unterman (1886–1976) auch den seelischen Druck, der die Mutter in den Suizid treiben könne, aber auch eine mögliche Entwürdigung der Mutter. Hat jedoch der größte Teil des Babys während des Geburtsvorgangs den Mutterleib verlassen, darf man es nicht mehr verletzen oder gar töten, denn „man darf nicht eine Seele für eine andere Seele verdrängen“. (Mischna, Ohalot 7,6) Im christlichen und auch im muslimischen Kulturkreis sind Schwangerschaftsabbrüche dagegen nur sehr eingeschränkt möglich.

#### Sterbehilfe
Beim Thema Sterbehilfe ist zwischen aktiver Sterbehilfe, der Tötung auf Verlangen, der passiven Sterbehilfe, also der Nichteinleitung oder -fortführung lebenserhaltender Maßnahmen, dem assistierten Suizid im Sinne einer Beihilfe zur Selbsttötung und der indirekten Sterbehilfe, also einer unbeabsichtigten Lebensverkürzung, als Nebenwirkung einer Schmerz- oder Symptomlinderung zu unterscheiden. Die Tora stellt Gott als Einzigen dar, der Tod bewirkt und Leben schafft (אני אמית ומחיה ani amit weachayeh Deut. 32:39). Die Zerstörung menschlichen Lebens würde deshalb bedeuten, etwas Heiliges zu zerstören. Die klassische jüdische Tradition lehnt aus diesem Grund die aktive Sterbehilfe ab, gleichzeitig spricht sie sich aber für das Entfernen eines „Todeshindernisses“ aus. Die Dialektik zwischen der Unantastbarkeit des Lebens (hebr.: קדושת חיים, Keduschat Cha´im) und der Ablehnung des schmerzlichen Leidens (יסורים Jissurim ‚Elend‘) kann gegebenenfalls dazu führen, den Tod einer unheilbar kranken Person nicht hinauszuzögern und im Falle des unüberwindbaren Schmerzes dem Kranken Empathie im Sinne einer Barmherzigkeit (רחמים rahamim) entgegenzubringen. Manche zeitgenössischen jüdischen Stimmen sprechen sich für die Beihilfe zur Selbsttötung oder sogar für die aktive Sterbehilfe aus. Sie finden dafür in dem bisherigen halachischen Diskurs jedoch keine Unterstützung.

#### Organtransplantation
Bei der Organtransplantation werden gemäß den jüdischen Gesetzen vier Fragen gestellt und unterschiedlich beantwortet. Wie wird der Zeitpunkt des Todes des Spenders bestimmt?  Ist die Übertragung eines Organs aus dem Körper eines Verstorbenen grundsätzlich erlaubt? Ist einer Person erlaubt, sich selbst zu gefährden, um einen Mitmenschen zu retten? Dürfen ein Kind oder eine Person, die in ihrer Entscheidungsfähigkeit beeinträchtigt ist, als Spender dienen? In der Medizin gilt ein Mensch als tot, wenn sein Hirntod festgestellt wird. Im jüdischen Denken hingegen ist ein Mensch tot, wenn sein Herz nicht mehr schlägt. Viele Orthodoxe sind deshalb gegen eine Organentnahme bei Hirntoten. Dies beruht aber auch auf dem Glauben, dass ein Toter im Judentum unversehrt begraben werden muss. Andernfalls werde seine Auferstehung am Ende aller Tage unmöglich. Nach Ansicht einiger halachischer Gelehrter ist die Organspende im jüdischen Recht ein klassisches Beispiel für die Verpflichtung, ein Gebot wegen Pikuach Nefesch zu verletzen. Die Rettung eines Lebens kann das Verbot der Entweihung eines Leichnams außer Kraft setzen. Für viele liberale Juden ist es wichtiger, ein menschliches Leben zu retten, als die Unversehrtheit des Körpers sicherzustellen. Das oberste Rabbinat Israels hat Ende der 1980er Jahre das Hirntodkonzept offiziell anerkannt. Die Entnahme von Gewebespenden von lebenden Menschen, nämlich von Geweben, die sich selbst regenerieren wie Blut, Haut oder Knochenmark, ist nicht umstritten, da die Gesundheit des Spenders nicht gefährdet wird. Gewebespenden stammen jedoch in der Regel von Verstorbenen. Die Gewebespende ist nicht wie die Organspende an den Hirntod gebunden. Gewebe können deshalb gewebeabhängig bis zu drei Tage nach dem Herz-Kreislauf-Stillstand gespendet werden. Die Übertragung einer Augenhornhaut ist in der Regel möglich, da die Entnahme und die Übertragung stattfinden, wenn das Herz der spendenden Person aufgehört hat zu schlagen. Die Lebendspende einer Niere ist nach Meinung zahlreicher jüdischer Autoritäten ebenfalls vertretbar, wenn die Transplantation lebensnotwendig ist und die Gefahren für den Spender als gering einzustufen sind. Jedoch ist es nicht zulässig, einem potentiellen Spender ein Organ zu entnehmen, wenn er nicht in der Lage ist, die volle Tragweite der Organentnahme zu beurteilen. Deshalb ist beispielsweise die Einwilligung von Kindern, Jugendlichen, Dementen oder geistig Behinderten in eine Organspende nach jüdischem Verständnis unwirksam.

#### Tierversuche
Das Judentum lehrt, dass Tiere ein Teil von Gottes Schöpfung sind; sie müssen deshalb mit Mitgefühl behandelt werden. Die Menschen müssen grundsätzlich vermeiden, ihnen Schmerzen zuzufügen (צער בעלי חיים Tza'ar ba'alei chayim, Talmud Baba Metzia 85a). Die jüdische Lehre ermöglicht jedoch Tierversuche, solange zwei Bedingungen erfüllt sind: Es besteht eine hohe Wahrscheinlichkeit, dass daraus ein Nutzen für den Menschen entsteht und dass gleichzeitig dem Tier keine unnötigen Schmerzen bereitet werden.

#### Koschere Medikamente
Die recht strengen jüdischen Speisegesetze gelten auch für Arzneimittel. Ein Emulgator, dessen Fettsäuren vom Schwein stammen, ist nicht koscher. Gleiches gilt für Gelatine vom Schwein. Sämtliche Arzneimittel, die tierische Bestandteile enthalten, sind suspekt. Dazu zählen auch von Tieren gewonnene Aminosäuren, Enzyme, Proteine oder Hormone. Besonders problematisch ist die Einstufung der Lactose wegen der vorgeschriebenen Trennung von Milch- und Fleischprodukten; Lactose ist Bestandteil vieler Tabletten. An Pessach gelten noch einmal verschärfte Regeln, weil der Genuss von Gesäuertem (Chametz) während des sieben beziehungsweise acht Tage dauernden Pessachfestes verboten ist. Das sind alle Nahrungsmittel, die eine der fünf Getreidearten Weizen, Hafer, Roggen, Gerste und Dinkel enthalten und die bei ihrer Herstellung mehr als 18 Minuten mit Wasser in Berührung waren, ohne gebacken worden zu sein (Schmot 1–15, Exodus, 2. Buch Mose). Tabletten enthalten oft Hilfsstoffe, wie Mais- oder Weizenstärke. Sorbit kann Dextrose oder Glucose enthalten. Bei allen Siruparten besteht der Verdacht, dass darin Glycerin enthalten ist. Koschere Alternativmedikamente sind vielfach in Israel erhältlich. Im Talmud steht, dass man religiöse Vorschriften jedoch nicht einhalten muss, wenn dadurch das Leben oder die Gesundheit gefährdet sind (Pikuach Nefesch).

### Jüdische Medizinforscher

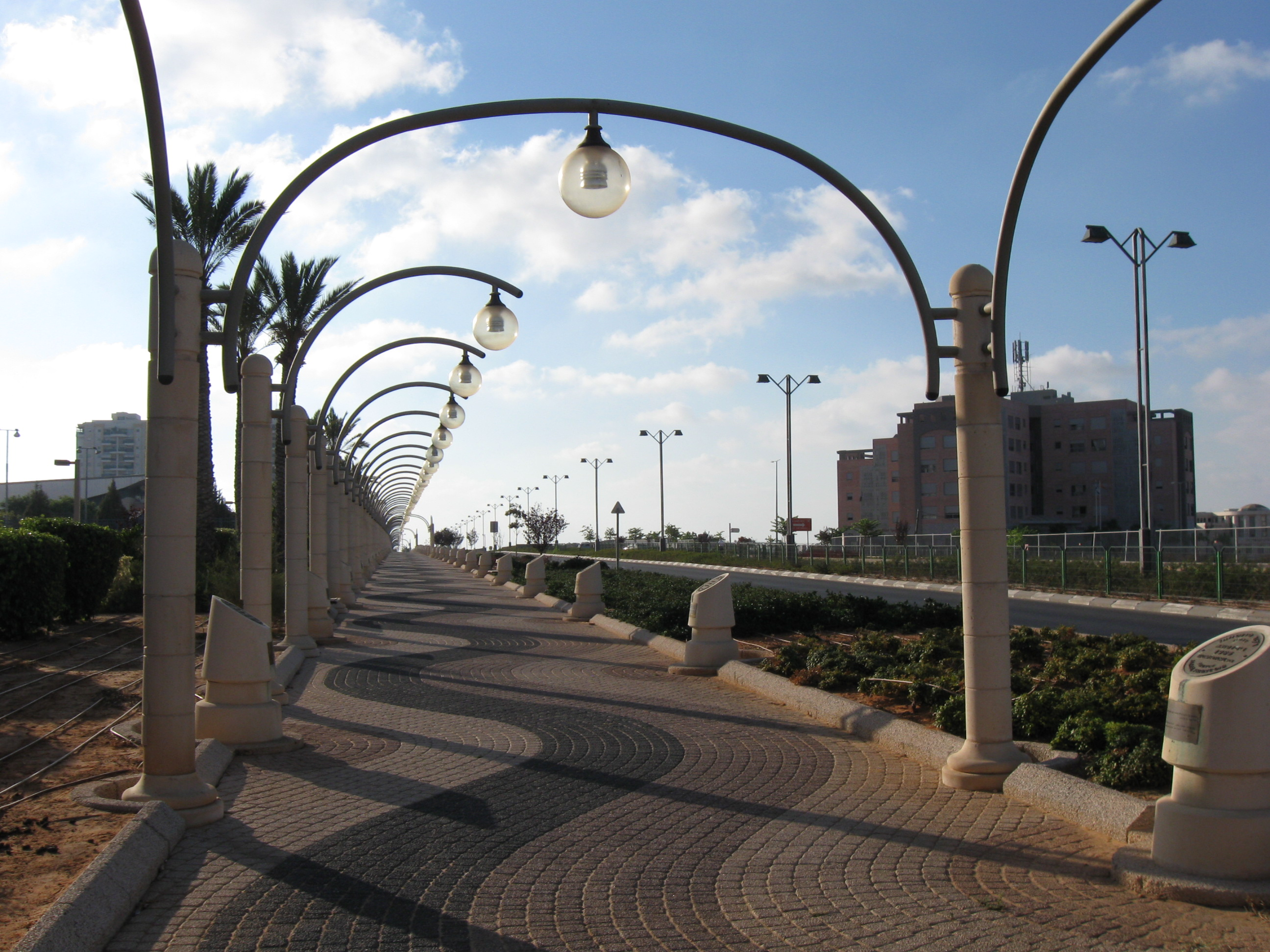
Promenade der 197 jüdischen Nobelpreisgewinner in Rischon LeZion (Stand 2017)

Insgesamt erhielten 58 Mediziner jüdischer Abstammung den Nobelpreis für Physiologie oder Medizin (Stand 2020). Zu Ehren der jüdischen Nobelpreisgewinner wurde in Rischon LeZion (Israel) eine Promenade (hebr.: הטיילת זוכי פרס נובל, Tayelet Hatnei Pras Nobel) mit Ehrenmalen der Laureaten errichtet. Beherrschend sind Forschungen im Bereich der Zellbiologie, Molekularbiologie, Immunologie, Onkologie und Genetik. Stellvertretend seien erwähnt Arthur Kornberg, der (zusammen mit Severo Ochoa) 1959 den Nobelpreis „für die Entdeckung des Mechanismus in der biologischen Synthese der Ribonukleinsäure und der Desoxyribonukleinsäure“ erhielt. Einer seiner Söhne, Roger D. Kornberg, ist ebenfalls Nobelpreisträger. Er erhielt ihn 2006 für seine Arbeiten zu den molekularen Grundlagen der eukaryotischen Transkription, der komplementären Abschrift der genetischen Informationen des Zellkerns auf die Ribonukleinsäuren. Joseph L. Goldstein erhielt 1985 zusammen mit Michael Stuart Brown den Nobelpreis „für ihre Entdeckungen betreffend der Regulierung des Cholesterin-Stoffwechsels“. 2013 erhielten Randy Schekman und James Rothman den Nobelpreis für die Entdeckung der Mechanismen in den Vesikeln, die für den Transport vieler Stoffe in der Zelle verantwortlich sind. Für ihre Entdeckungen betreffend die molekularen Kontrollmechanismen des circadianen Rhythmus erhielt Michael Rosbash (zusammen mit Jeffrey C. Hall und Michael W. Young) den Nobelpreis 2017. Für die Entdeckung des Hepatitis-C-Virus wurde Harvey J. Alter 2020 (gemeinsam mit Michael Houghton und Charles M. Rice) der Nobelpreis zuerkannt.

## Jüdische Krankenhäuser

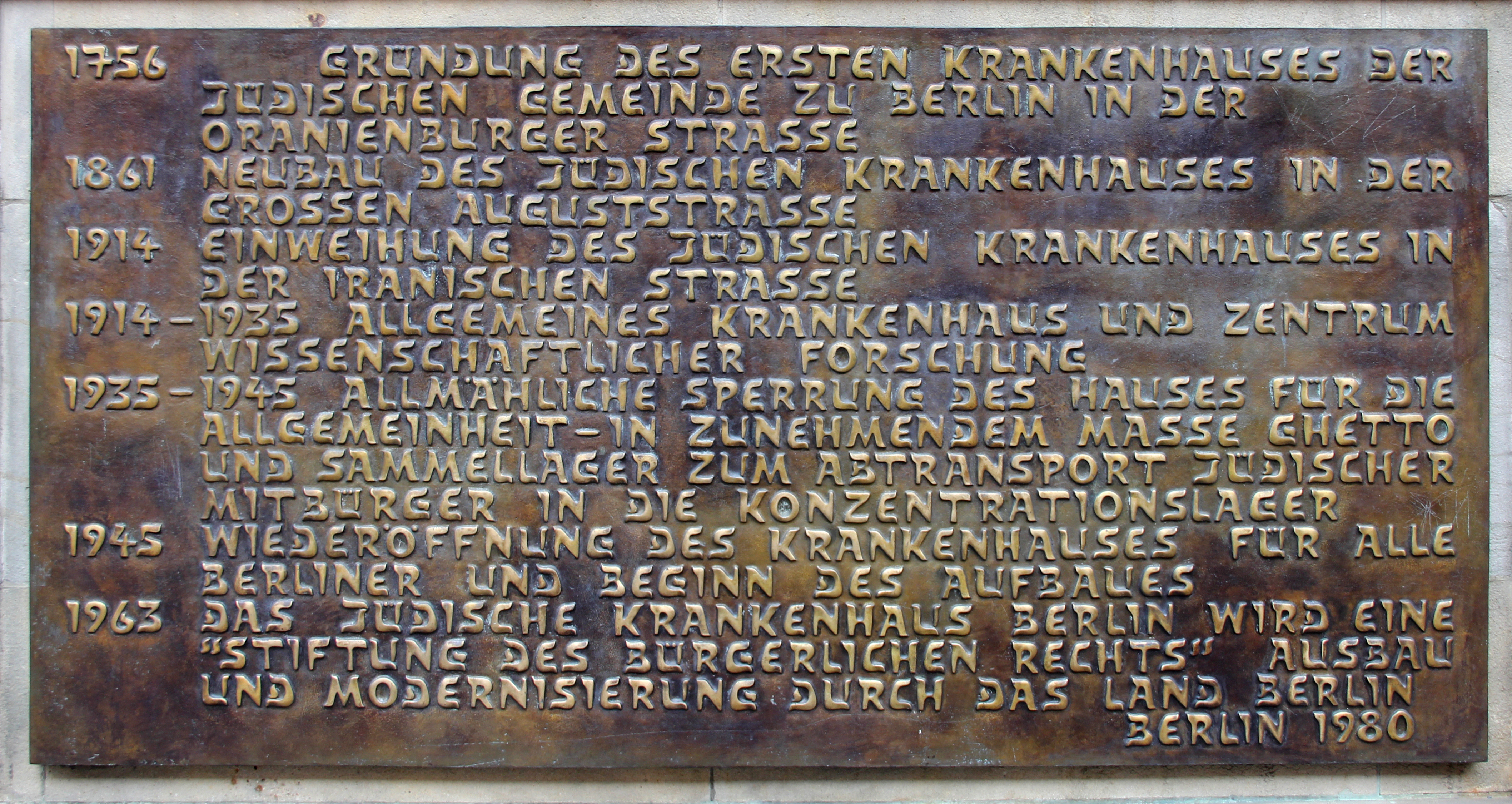
Gedenktafel, Jüdisches Krankenhaus Berlin

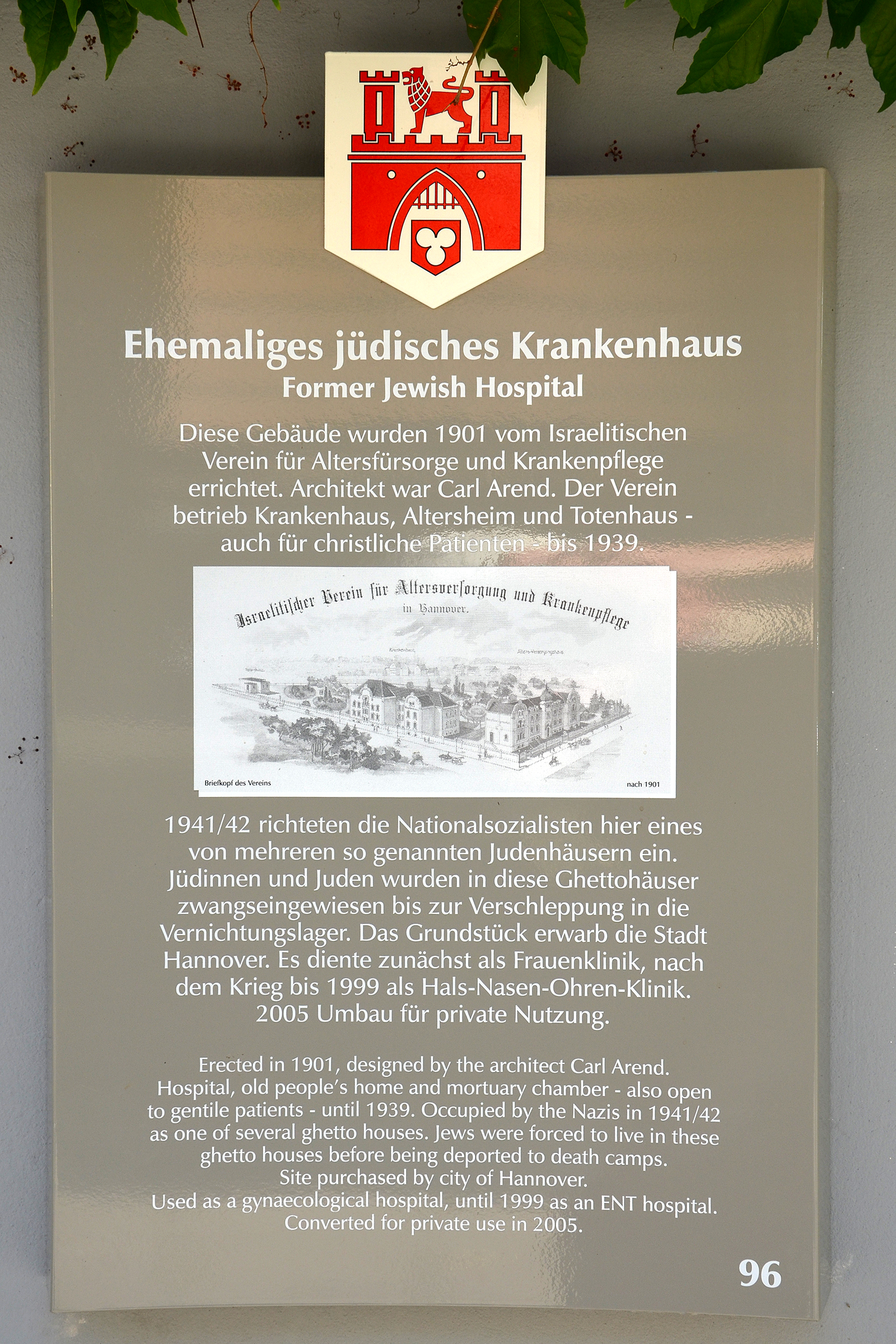
Gedenktafel an das ehemalige jüdische Krankenhaus Hannover

Das antike Judentum kannte keine Krankenhäuser. Seit dem späten Mittelalter lassen sich erste Hospitäler mit der Bezeichnung Heqdesh (הקדש, hebr.: „das Geweihte“, mildtätige Stiftung, eingedeutscht: Heckhaus) in jüdischen Schriften oder der Bezeichnung domus hospitale judaeorum (lat.: Jüdisches Krankenhaus) in lateinischen Schriften nachweisen, so in Regensburg (1210), Würzburg (1218) und Köln (1248). Sie entstanden als Alternativen zu den christlichen Hospizen, in denen Juden nicht aufgenommen oder in der Einhaltung ihrer rituellen Vorschriften behindert wurden. Es folgten weitere Einrichtungen im 14. und frühen 17. Jahrhundert, wobei diese mit modernen Krankenhäusern nicht vergleichbar sind. Die Pflege der Kranken lag in den Händen der Chewra Kadischa (חֶבְרָא קַדִישָא, hebr.:  Heilige Bruderschaft), die sich insbesondere der rituellen Bestattung Verstorbener widmet, später durch die Chewra Bikur Holim (ביקור חולים, hebr.: [Bruderschaft zum] Krankenbesuch). Mit der Errichtung des Judenghettos 1462 entstand in Frankfurt am Main das erste dort nachweisbare jüdische Spital. Widmet sich ein Mitglied der jüdischen Gemeinde einem erkrankten Mitmenschen, erfüllt es gleich mehrere Gebote der Tora. Der Krankenbesuch ist von dem Gebot der Nächstenliebe (Lev. 19, 18) nicht zu trennen und für alle jüdischen Gläubigen eine heilige Pflicht (Mitzwa). Diese Pflicht bezieht sich auch auf Nicht-Israeliten. Erst der Neubau des Jüdischen Krankenhauses Berlin an der Oranienburger Straße in der Spandauer Vorstadt im Jahre 1756 löste das Heqdesh ab.  Die ersten modernen Jüdischen Krankenhäuser: Das Hôpital Rothschild wurde 1852 in Paris und kurz danach gleichlautend als Rothschild Hospital 1854 in Jerusalem und 1873 in Wien als Rothschild-Spital eröffnet. 1858 eröffnete das Bikur Cholim Krankenhaus in Jerusalem. Um 1918 gab es 18 Jüdische Krankenhäuser in Deutschland. Die Zahl stieg bis 1932 auf 21 Krankenhäuser, neben 28 Sanatorien und neun Anstalten für Blinde, Taubstumme und Geistesschwache.  Als einzige jüdische Institution in ganz Deutschland hat das Jüdische Krankenhaus Berlin den Naziterror überstanden. Es ist die älteste Einrichtung, die von Menschen jüdischen Glaubens in Berlin geschaffen wurde und die immer noch in gleichbleibender Funktion besteht.
Amerikanische Juden gründeten etwa 113 Jüdische Krankenhäuser. Deutsch-jüdische Einwanderer förderten die erste Welle mit der Gründung der Jewish Hospital Association of Cincinnati im Jahre 1854. Die ersten Krankenhäuser wurden in Baltimore, Chicago und Philadelphia erbaut. Die zweite Gründungswelle in den Jahren 1880 bis 1945 wurde von ostjüdischen Immigranten ausgelöst. In der letzten großen Gründungswelle zwischen 1945 und 1960 stieg die Zahl der Betten in Jüdischen Krankenhäusern von 13.800 auf 18.283. Sukzessive reduziert sich in den letzten Jahren die Zahl der Jüdischen Krankenhäuser in den USA, was auf die wirtschaftlichen Rahmenbedingungen, den Rückgang des Antisemitismus und auf die demographischen Veränderungen zurückgeführt wird.
In Israel befinden sich 37 jüdische Krankenhäuser, in Kanada 7, in Australien, Iran und Marokko je eines.

## Erbkrankheiten bei Endogamie
Das Judentum wird zu den endogenen Populationen gezählt. Endogamie führt zu einer Erhöhung des durchschnittlichen Inzuchtkoeffizienten. Dadurch steigt die Wahrscheinlichkeit, dass sich an einem Genlocus zwei identische Allele befinden (Homozygotie). Da die meisten Erbkrankheiten rezessiv vererbt werden, erkrankte Menschen also für die Krankheit homozygot sein müssen, führt die Zunahme des Inzuchtkoeffizienten zu einem häufigeren Auftreten von Erbkrankheiten, als das in einer nicht endogamen Population der Fall wäre. Die Veröffentlichung solcher Studien löste heftige Debatten aus. Konservative jüdische Gruppierungen versuchten die Ergebnisse zu relativieren. Sie befürchten Diskriminierungen und erklärten, die Aschkenasim seien schlicht eine der genetisch am genauesten untersuchten Volksgruppen der Welt. Wenn gerade bei ihnen besonders viele Krankheitsgene entdeckt würden, bedeute dies deshalb nicht, dass solche Mutationen bei anderen ethnischen Gruppen weniger häufig vorkämen.

### Krebserkrankungen
Mehrere Forscherteams haben in den vergangenen Jahren sogenannte Krebsgene entdeckt, die bei den Aschkenasim, den Juden mittel- und osteuropäischer Herkunft, besonders häufig vorkommen. Eine Studie der Johns Hopkins University in Baltimore (Maryland) ergab, dass einer von 17 Aschkenasim eine Veränderung im Erbgut trägt, welche das Risiko verdoppelt, an Dickdarmkrebs zu erkranken. Es handelt sich dabei um das am weitesten verbreitete Krebsgen, das je innerhalb einer einzelnen Volksgruppe entdeckt wurde. Weitere Studien zeigten, dass bei aschkenasischen Jüdinnen zudem verstärkt krankheitsspezifische Veränderungen (Mutationen) als Genveränderung namens BRCA1 und BRCA2 auftreten, die die Entstehung von Brustkrebs begünstigen. Dieselbe Mutation macht offenbar Männer für Prostatakrebs anfällig.

### Dor Yeshorim
Die Häufigkeit der für das Tay-Sachs-Syndrom verantwortlichen Mutation des Chromosoms 15 ist bei aschkenasischen Juden osteuropäischer Herkunft auffällig erhöht. Um die Krankheit zu vermeiden, ist von einer Schwangerschaft abzuraten, falls beide Eltern als Träger bekannt sind. Dor Yeshorim (DY) (hebräisch דור ישרים ‚Geschlecht der Frommen‘, Psalm 112:2), auch Committee for Prevention of Genetic Diseases (engl.: Gesellschaft zur Vorbeugung genetisch bedingter Erkrankungen) genannt, bietet als bekannteste mehrerer Organisationen vor allem orthodoxen, heiratswilligen Juden ein anonymisiertes Abgleichverfahren vor einer Eheanbahnung an, das auf einem genetischen Screening des einzelnen Individuums auf Erbkrankheiten beruht. Dor Yeshorim wurde eingerichtet, um die jüdischen  Religionsgesetze zu erfüllen, die einerseits eine Abtreibung nicht erlauben und gleichzeitig aber den Kinderreichtum („Seid fruchtbar und mehret Euch“) durch die Wahl eines Partners fördern sollen, mit dem keine Gefahr bestünde, auf Nachwuchs wegen des Risikos einer Erbkrankheit verzichten zu müssen.
Im Laufe der Zeit sind Untersuchungen durch Dor Yeshorim auf folgende Krankheiten hinzugekommen: Familiäre Dysautonomie, Mukoviszidose, Morbus Canavan, Glykogenspeicherkrankheit (Typ 1), Fanconi-Anämie (Typ C), Bloom-Syndrom, Niemann-Pick-Krankheit, Mukolipidose (Typ IV). Das Chediak-Higashi-Syndrom (CHS) ist eine sehr seltene Erbkrankheit, die vermehrt in jüdischen Bevölkerungsgruppen beobachtet wird.
Familien, in denen die Krankheit bereits aufgetreten ist, nutzen die Möglichkeit einer genetischen Beratung im Vorfeld einer Schwangerschaft bzw. die pränatale Diagnostik (PND).